# Vergewaltigung

Häufigkeit von Vergewaltigungen weltweit (Stand 2018) Aufgrund großer lokaler Unterschiede in Meldehäufigkeit und Erfassung sind die Daten nur bedingt vergleichbar.
Vergewaltigung ist ein Problem in dieser Gesellschaft
Vergewaltigung ist ein signifikantes Problem in dieser Gesellschaft
Vergewaltigung ist ein bedeutendes Problem in dieser Gesellschaft
Vergewaltigung ist weit verbreitet in dieser Gesellschaft
Keine Daten

Vergewaltigung ist als Form sexualisierter Gewalt eine schwerwiegende Sexualstraftat, die oft als das nicht einverständliche, sexuell bestimmte vaginale, orale oder anale Eindringen in den Körper einer anderen Person mit einem Körperteil oder einem Gegenstand definiert wird. Opfer von Vergewaltigung können Menschen jeden Geschlechts sein.
Eine Vergewaltigung kann körperliche Verletzungen im Sinne eines medizinischen Traumas verursachen und geht in der Regel mit schweren seelischen Verletzungen im Sinne eines psychischen Traumas einher. Wird das Trauma nicht verarbeitet, birgt es das Risiko einer transgenerationalen Weitergabe. Neben gegebenenfalls anhaltenden körperlichen oder seelischen Schmerzen kann es zu einer Übertragung von Geschlechtskrankheiten oder einer Schwangerschaft kommen. Immer bedeutet die Vergewaltigung eine massive Verletzung der Selbstbestimmung des Opfers.
Die juristische Bewertung ist je nach Land unterschiedlich. Eine Vergewaltigung verletzt das Menschenrecht auf sexuelle Selbstbestimmung, das vom deutschen Grundgesetz als Teil der allgemeinen Handlungsfreiheit unter Artikel 2 Absatz 1 GG in Verbindung mit Art. 1 Abs. 1 GG gefasst wird.

## Definition
Historisch wurden abhängig von Ort und Zeit teils sehr unterschiedliche Dinge als Vergewaltigung aufgefasst.
Allgemein kann eine Vergewaltigung als das Ausführen einer sexuellen Handlung an einer anderen Person ohne deren Zustimmung angesehen werden.
Je nach Definition erfolgt teilweise eine Abgrenzung gegen andere Formen der sexualisierten Gewalt über ein Einschränken auf Handlungen des Eindringens in bestimmte Körperteile.
Die Weltgesundheitsorganisation definiert Vergewaltigung als gewaltsame oder auf andere Art erzwungene Penetration von Scheide oder Anus durch einen Penis, andere Körperteile oder ein Objekt, auch wenn nur geringfügig.
Artikel 36 „Sexuelle Gewalt, einschließlich Vergewaltigung“ der Istanbul-Konvention stellt fest:

„1 Die Vertragsparteien treffen die erforderlichen gesetzgeberischen oder sonstigen Maßnahmen, um sicherzustellen, dass folgendes vorsätzliches Verhalten unter Strafe gestellt wird:

a) nicht einverständliches, sexuell bestimmtes vaginales, anales oder orales Eindringen in den Körper einer anderen Person mit einem Körperteil oder Gegenstand;

b) sonstige nicht einverständliche sexuell bestimmte Handlungen mit einer anderen Person;

c) Veranlassung einer Person zur Durchführung nicht einverständlicher sexuell bestimmter Handlungen mit einer dritten Person.

2 Das Einverständnis muss freiwillig als Ergebnis des freien Willens der Person, der im Zusammenhang der jeweiligen Begleitumstände beurteilt wird, erteilt werden.

3 Die Vertragsparteien treffen die erforderlichen gesetzgeberischen oder sonstigen Maßnahmen, um sicherzustellen, dass Absatz 1 auch auf Handlungen anwendbar ist, die gegenüber früheren oder derzeitigen Eheleuten oder Partnerinnen oder Partnern im Sinne des internen Rechts begangen wurden.“

## Rechtslage
Nahezu alle gegenwärtigen Gesellschaften kennen einen Straftatbestand der Vergewaltigung und ächten diese als eine der schwersten Straftaten. Eine einheitliche Definition dieses Rechtsbegriffs gibt es jedoch nicht. Ein erzwungener Geschlechtsverkehr in der Ehe oder mit Gegnern im Verlauf kriegerischer Handlungen oder mit gesellschaftlichen Außenseitern (Minderheiten oder Sklaven) wurde oder wird nicht überall als strafwürdiges Verbrechen angesehen. Viele Gesellschaften kannten oder kennen zudem eine Schuldzuweisung an das Opfer, die sich etwa in Ausgrenzung bis zu zwangsweiser Eheschließung mit dem Vergewaltiger äußert. Noch im 20. Jahrhundert galten Vergewaltigungen in Beziehungen als Schande für die Frau, deren Tabuisierung und faktische Straflosigkeit weltweit erst von der zweiten Frauenbewegung durchbrochen wurden.
In Europa gilt das Übereinkommen des Europarats zur Verhütung und Bekämpfung von Gewalt gegen Frauen und häuslicher Gewalt (Istanbul-Konvention). In acht europäischen Staaten gilt Geschlechtsverkehr als Vergewaltigung, wenn er ohne Zustimmung geschieht – Deutschland, Irland, Großbritannien, Belgien, Zypern, Island, Luxemburg und Schweden (Stand: 2019).
Aufgrund der international sehr unterschiedlichen Rechtslage ist ein Vergleich von Statistiken schwierig.

### Deutschland

#### Hilfemaßnahmen
In Deutschland sind Regelungen getroffen worden, um Opfern von Gewalt – auch in Fällen von Vergewaltigung – Schutz und Unterstützung zu gewähren:
- Gesetz zur Einrichtung und zum Betrieb eines bundesweiten Hilfetelefons „Gewalt gegen Frauen“ (HilfetelefonG): Auf dieser Basis wird das Hilfetelefon Gewalt gegen Frauen (116-116) bereitgestellt. Das HilfetelefonG ist ein Schritt zur Umsetzung der Istanbul-Konvention und führte erstmals bundesgesetzlich einen kostenfreien Anspruch gewaltbetroffener Frauen auf Schutz und Beratung ein.
- Die vertrauliche Spurensicherung ist eine Leistung der Gesetzlichen Krankenversicherung in Deutschland nach § 27 Abs. 1 SGB V. Sie soll auch in Fällen, in denen ein Opfer nicht sofort Strafanzeige erstatten will, eine Sicherung der Beweismittel ermöglichen. Unter anderem können Untersuchungen auf K.O.-Tropfen durchgeführt und anonym abgerechnet werden.
- Das Gesetz zum zivilrechtlichen Schutz vor Gewalttaten und Nachstellungen ist Rechtsgrundlage für Schutzanordnungen des Familiengerichts in Fällen häuslicher Gewalt.
- Die Opferentschädigung ist seit dem 1. Januar 2024 im SGB XIV geregelt. Zuvor war sie durch das Opferentschädigungsgesetz geregelt.
- Das Opferrechtsreformgesetz vom 3. Dezember 2015 stärkte die Rechte von Verletzten im Strafverfahren.

Zu zivilgesellschaftlichen Hilfsangeboten siehe auch: Gewalt gegen Frauen#Zivilgesellschaftliche Gegenmaßnahmen.

#### Strafrecht
Die Vergewaltigung (synonym: per vim stuprum, veraltet: Notzucht) wird seit 1997 unabhängig von Ehestand und Geschlecht des Opfers in § 177 StGB geregelt.
Die Norm in § 177 Absatz 6 StGB lautet seit dem 10. November 2016 wie folgt; die Höchststrafe beträgt gem. § 38 StGB fünfzehn Jahre Freiheitsstrafe:
1. der Täter mit dem Opfer den Beischlaf vollzieht oder vollziehen lässt oder ähnliche sexuelle Handlungen an dem Opfer vornimmt oder von ihm vornehmen lässt, die dieses besonders erniedrigen, insbesondere wenn sie mit einem Eindringen in den Körper verbunden sind (Vergewaltigung), oder […]

Vergewaltigung ist ein sexueller Übergriff oder eine sexuelle Nötigung mit qualifizierten sexuellen Handlungen. Seit dem 10. November 2016 ist die Vergewaltigung auch ein Regelbeispiel des besonders schweren Falls des Straftatbestands sexueller Übergriff, sodass auch bestimmte Taten, die bisher nicht strafbar waren oder als sexueller Missbrauch widerstandsunfähiger Personen oder Nötigung galten, als Vergewaltigung gelten. Mit der Reform war der Wechsel zu einem „Nein-heißt-Nein“-Modell verbunden. Grundtatbestand des § 177 StGB ist seitdem nicht mehr die sexuelle Nötigung, sondern der Tatbestand sexueller Übergriff. Es sind nicht mehr „einschüchternde Tatmodalitäten (Gewalt, Drohung, Ausnutzung einer schutzlosen Lage)“ notwendig für das Bejahen einer Vergewaltigung.
Vergewaltigung ist nach geltendem Recht keine echte Qualifikation, sondern lediglich eine „Strafzumessungsregel“ für einen besonders schweren Fall, also ein „Regelbeispiel“.
Vergewaltigung liegt vor, wenn eine Person vorsätzlich mit einer anderen gegen deren erkennbaren Willen den Beischlaf vollzieht oder vollziehen lässt oder andere besonders erniedrigende sexuelle Handlungen am Opfer vornimmt oder vom Opfer vornehmen lässt, insbesondere wenn sie mit dem Eindringen in den Körper verbunden sind (qualifizierte sexuelle Handlungen; zum Beispiel Oralverkehr oder Analverkehr). Dies kann auch bei Einführen eines Fingers in die Scheide erfüllt sein. Auch das Benutzen von Gegenständen kann darunter fallen. Dabei kommt es nicht darauf an, ob in den Körper des Opfers oder den des Täters oder eines Dritten eingedrungen wird. Danach wird beispielsweise auch der erzwungene Mundverkehr, bei dem der Täter den Penis des Opfers in den Mund aufnimmt, als Vergewaltigung qualifiziert. Vergewaltigung setzt nach der Reform keine eigenhändige Verwirklichung voraus. Es genügt beispielsweise, wenn ein Mittäter den Beischlaf mit dem Opfer vollzieht. Auch Begehung in mittelbarer Täterschaft kommt in Frage.
Seit Juli 1997 umfasst § 177 StGB auch Vergewaltigungen in der Ehe, die zuvor als Nötigung gem. § 240 StGB und ggf. als Körperverletzung gemäß § 223 ff. StGB strafbar waren, was einen geringeren Strafrahmen und eine schnellere Verjährung zur Folge hatte. Außerdem galt als Vergewaltigung lediglich erzwungener Beischlaf. Alle anderen erzwungenen sexuellen Handlungen fielen unter den Tatbestand der sexuellen Nötigung gem. § 178 I StGB a.F., der ebenfalls nur außereheliche Aktivitäten umfasste.

##### Strafrahmen und Verjährung
Der Strafrahmen für sexuellen Übergriff (§ 177 Absatz 1 und 2 StGB) umfasst Freiheitsstrafe von mindestens sechs Monaten bzw. bei einer Qualifikation für Krankheit und Behinderung bzw. für gewaltsam, durch Drohung mit gegenwärtiger Gefahr für Leib oder Leben oder unter Ausnutzung einer schutzlosen Lage begangene Taten (§ 177 Absatz 4 und 5) von einem Jahr bis höchstens fünfzehn Jahren. Die Mindeststrafe beträgt bei Vergewaltigung (regelmäßig) mindestens zwei Jahre, im Falle der Qualifikation des § 177 Absatzes 7 StGB (Mindeststrafe drei Jahre) lautet der Urteilstenor auf schwere Vergewaltigung (oder sexuelle Nötigung oder sexueller Übergriff), im Fall des Absatzes 8 auf besonders schwere Vergewaltigung (oder sexuelle Nötigung oder sexueller Übergriff) (Mindeststrafe fünf Jahre). Darüber hinaus sieht § 178 StGB für den Fall des erfolgsqualifizierten Delikts der Vergewaltigung mit Todesfolge eine Freiheitsstrafe von zehn bis fünfzehn Jahren oder lebenslange Freiheitsstrafe vor und entsprechend 30 Jahren Verjährungsfrist (Mord verjährt nicht).
Die Verjährungsfrist für Straftaten mit mehr als zehn Jahren Höchststrafe (z. B. die Qualifikationen § 177 Absatz 4, 5, 7 und 8) dauert 20 Jahre; da für „besonders schwere Fälle“ die Höchststrafe des Grundtatbestands maßgeblich ist (§ 78 Absatz 4) gilt diese Verjährungsfrist für Vergewaltigung also dann, wenn die Tatbestände der vorgenannten Absätze verwirklicht wurden; ist die Vergewaltigung aber „nur“ ein besonders schwerer Fall eines sexuellen Übergriffs nach § 177 Absatz 1 oder 2 beträgt die Verjährungsfrist also nur fünf Jahre.
Der Lauf der Verjährungsfrist für Vergewaltigung beginnt wie bei vielen anderen Sexualstraftaten gemäß § 78b StGB erst ab der Vollendung des 30. Lebensjahres des Opfers, bei älteren Opfern mit Beendigung der Tat.
Historische Entwicklung der Verjährung für Sexualstraftaten ohne Todesfolge:
Für Vergewaltigungen, die am 30. Juni 1994, 30. Juni 2013, 27. Januar 2015 noch nicht verjährt waren bzw. erst danach begangen wurden, ruht die Verjährung bis zur Vollendung des 18., 21. bzw. 30. Lebensjahres des Opfers.
- Sexualstraftaten, die vor dem 30. Juni 1974 begangen wurden, waren spätestens am 30. Juni 1994 verjährt.
- Sexualstraftaten, begangen nach dem 30. Juni 1974 und vor dem 30. Juni 1993, zum Nachteil einer Frau, die vor dem 30. Juni 1975 geboren wurde, ist spätestens am 30. Juni 2013 verjährt.
- Eine Vergewaltigung zum Nachteil einer Frau, die vor dem 27. Januar 1974 geboren wurde, begangen nach dem 30. Juni 1993 und vor dem 5. Juli 1997, verjährte spätestens 2017.
- Eine Vergewaltigung zum Nachteil einer Frau, die nach dem 27. Januar 1974 und vor dem 30. Juni 1975 geboren wurde, begangen nach dem 30. Juni 1993 verjährt mit ihrem 50. Geburtstag, also insbesondere erst nach dem 27. Januar 2024.
- Eine Vergewaltigung zum Nachteil einer Frau, die nach dem 30. Juni 1975 geboren wurde, verjährt frühestens an deren 50. Geburtstag, also insbesondere erst nach dem 30. Juni 2025.
- Eine Sexualstraftat zum Nachteil eines Mannes, begangen vor dem 5. Juli 1997, war nicht nach § 177 StGB strafbar,[27] begangen vor dem 11. Juni 1994 war nicht nach § 182 strafbar.[28] Diese Straftaten waren vom 1. September 1935 bis 1. September 1969 explizit strafbar nach § 175a StGB[29], bis 27. November 1973 nach § 176[30], von 28. November 1973 bis zum 5. Juli 1997 nach § 178 StGB[31], jeweils mit 10 Jahren Höchststrafe und damit 10 Jahren Verjährungsfrist, ferner war bei Sexualstraftaten zum Nachteil von Männern, die zwischen 1. September 1969 und 30. Juni 1994 erfolgt sind, §§ 174, 175 StGB mit jeweils 5 Jahren Strafandrohung und Verjährungszeit einschlägig.[32] Daraus folgt:
  - Sexualstraftaten zum Nachteil eines Mannes, begangen vor dem 30. Juni 1984, waren nach 10 Jahren verjährt, also spätestens am 30. Juni 1994 verjährt.
  - Sexualstraftaten zum Nachteil eines Mannes, der vor dem 30. Juni 1985 geboren wurde, begangen nach dem 30. Juni 1984 und vor dem 5. Juli 1997, sind spätestens am 30. Juni 2013 verjährt.
  - Sexualstraftaten, begangen vor dem 5. Juli 1997 zum Nachteil eines nach dem 30. Juni 1985 geborenen Mannes, verjähren an dessen 40. Geburtstag, also nicht vor dem 30. Juni 2025.

- Nach dem 5. Juli 1997 begangene Vergewaltigungen verjähren frühestens am 50. Geburtstag des Opfers.

| Geburt                      | vor 27. Januar 1974                       | 28. Januar 1974 –30. Juni 1975         | 1. Juli 1975 –30. Juni 1985          | ab 1. Juli 1985       |
| Tat                         | vor 27. Januar 1974                       | 28. Januar 1974 –30. Juni 1975         | 1. Juli 1975 –30. Juni 1985          | ab 1. Juli 1985       |
| --------------------------- | ----------------------------------------- | -------------------------------------- | ------------------------------------ | --------------------- |
| vor 30. Juni 1974           | Frauen:<1994 Männer:<1984                 | Frauen:<1994 Männer:<1984              | –                                    | –                     |
| 1. Juli 1974 –30. Juni 1984 | Frauen 38J, 30. Juni 2013 Männer:<1994    | Frauen 38J, 30. Juni 2013 Männer:<1994 | Frauen:50J Männer:<1994              | –                     |
| 1. Juli 1984 –30. Juni 1993 | Frauen 38J, 30. Juni 2013 Männer:<2003    | Frauen 38J, 30. Juni 2013 Männer:<2003 | Frauen:50J Männer:28J. 30. Juni 2013 | Frauen:50J Männer:40J |
| 1. Juli 1993 –30. Juni 1994 | Frauen: 41J, 27. Januar 2015 Männer:<2004 | Frauen:50J Männer:<2004                | Frauen:50J Männer:28J. 30. Juni 2013 | Frauen:50J Männer:40J |
| 1. Juli 1994 –5. Juli 1997  | Frauen: 41J, 27. Januar 2015 Männer:<2007 | Frauen:50J Männer:<2007                | Frauen:50J Männer:28J. 30. Juni 2013 | Frauen:50J Männer:40J |
| seit 6. Juli 1997           | 50J.                                      | 50J.                                   | 50J.                                 | 50J.                  |

##### Geschichte
Das Reichsstrafgesetzbuch von 1871 zählte die Notzucht zu den Verbrechen wider die Sittlichkeit. Im gerichtsmedizinischen Diskurs des 18. und 19. Jahrhunderts war das „Dampfkesselmodell“ die bevorzugte Erklärung und Rechtfertigung der Mediziner für Notzucht, bei fehlendem Zugang zu Prostituierten der „ungesunden Onanie“ vorzuziehen und regelmäßiger Geschlechtsverkehr sei ein „unverzichtbares Remedium“ für die Gesundheit des Mannes.
Durch das Vierte Gesetz zur Reform des Strafrechts von 1973 wurde das Schutzgut der Norm von der Sittenordnung auf die sexuelle Selbstbestimmung umgestellt. Nicht mehr unsittliches Verhalten, sondern Bestimmung zu sexuellen Handlungen gegen den Willen des Betroffenen stand nunmehr im Mittelpunkt. Die Notzucht und die Bestimmung zu unzüchtigen Handlungen wurden damit zu besonderen Fällen der Nötigung (Vergewaltigung und sexuelle Nötigung).
Vergewaltigung war bis 1997 als „außerehelich“ definiert, Vergewaltigung in der Ehe war somit „nur“ gemäß § 240 StGB (Nötigung) strafbar. 1973 legte das Land Hessen, 1983 die Hansestadt Hamburg erfolglos Gesetzesentwürfe vor, um die Formulierung „außerehelich“ aus den §§ 177 bis 179 StGB zu streichen. 1983 versuchten die Grünen und Abgeordnete der SPD eine Streichung des Wortes „außerehelich“ zu bewirken. Beide Gesetzesentwürfe scheiterten. CDU und CSU begründeten ihren Widerstand gegen die Reformbestrebungen damit, dass die Gesetzesänderung den Abtreibungsparagraphen 218 erweitern würde, weil Ehefrauen die Behauptung, sie seien vergewaltigt worden, als Rechtfertigung für ihren Wunsch nach Abtreibung verwenden könnten. In den folgenden Jahren legten u. a. die Grünen, die SPD, die PDS, der Juristinnenbund und das Justizministerium verschiedene Gesetzesentwürfe vor. Am 15. Mai 1997 stimmte in namentlicher Abstimmung schließlich eine Mehrheit der Abgeordneten für einen fraktionsübergreifenden Gruppenantrag der weiblichen Abgeordneten und für die rechtliche Gleichstellung ehelicher und außerehelicher Vergewaltigung. 470 Abgeordnete stimmten dem Antrag zu, 138 stimmten dagegen, 35 enthielten sich. Seitdem ist auch die Vergewaltigung in der Ehe nach § 177 StGB strafbar. Der Regierungsentwurf der CDU, CSU und FDP, der eine Widerspruchs- bzw. Versöhnungsklausel enthielt, die es Opfern ehelicher Vergewaltigung im Gegensatz zu Opfern außerehelicher Vergewaltigung ermöglicht hätte, vor der Hauptverhandlung Widerspruch einzulegen und so den Ehepartner vor einer weiteren Strafverfolgung zu bewahren, wurde abgelehnt.
Die bis 1997 im deutschen Strafrecht getrennten Tatbestände der Vergewaltigung (§ 177 StGB a. F.) und der sexuellen Nötigung (§ 178 StGB a. F.) wurden unter einem einzigen Tatbestand zusammengefasst und inhaltlich beträchtlich erweitert (§ 177 StGB n. F.). Damit wurde die Vergewaltigung ein besonders schwerer Fall der sexuellen Nötigung (vgl. Regelbeispiel). Hat der Täter (erniedrigende) sexuelle Handlungen an dem Opfer vorgenommen oder an sich von ihm vornehmen lassen, die mit einem Eindringen in den Körper (des Täters oder des Opfers) verbunden waren, lautet der Urteilstenor auf Verurteilung wegen Vergewaltigung. Der Gesetzgeber hat die Strafbarkeit dabei geschlechtsneutral auf „eine andere Person“ (erstmals damit auch auf Männer als Tatopfer) erweitert.

#### Bürgerliches Recht
Jeder, der in seiner sexuellen Selbstbestimmung verletzt wurde, hat unabhängig vom Geschlecht einen Anspruch auf Schmerzensgeld (§ 253 Abs. 2 BGB). Dies leitet sich aus dem Rechtsgut der sexuellen Selbstbestimmung her. Das Opfer kann seine Ansprüche gegen den Täter, insbesondere den auf Zahlung eines Schmerzensgeldes, auch im Strafverfahren geltend machen (Adhäsionsverfahren).
Bis 31. Juli 2002 konnten nur Frauen ein Schmerzensgeld verlangen, gegen die ein „Verbrechen oder Vergehen wider die Sittlichkeit“ begangen worden war oder die durch Hinterlist, Drohung oder Missbrauch eines Abhängigkeitsverhältnisses zur Gestattung der außerehelichen Beiwohnung bestimmt wurden (§ 847 Abs. 2 BGB a. F.). Durch das 2. Schadensrechtsänderungsgesetz wurde dies geändert.

### Völkerstrafrecht
Vergewaltigungen sind nicht nur Gegenstand nationalen Strafrechts, sondern werden auch völkerstrafrechtlich verfolgt. Der Straftatbestand setzt sich dabei aus zwei akkumulierenden Elementen, dem element of invasion und dem element of coercion or non-consent, zusammen. Im Völkerstrafrecht führt – anders als in vielen nationalen Rechtstexten – nicht nur eine fehlende Zustimmung (consent), sondern auch Gewalt bzw. Zwang (coercion) zur Vergewaltigung. Daher findet sich in den Elements of Crime für das Römische Statute die Formulierung „force, or by threat of force or coercion“. Dies vereinfacht die Beweisfindung für den Ankläger, da in Kriegszeiten die zwanghaften Umstände einfacher zu beweisen sind als fehlende Zustimmung. Gleichzeitig führt dies zu einer Debatte in Bezug auf das Recht auf ein faires Verfahren.

#### Nennenswerte Rechtsprechung
Während das Internationale Militärtribunal in Nürnberg keine Vergewaltigungen verfolgte, wurde durch das Tokioter Tribunal einem Militärs zwei Fälle von Vergewaltigungen vorgeworfen und für diese angeklagt. Allerdings ahndete das Tribunal in Tokio nicht das System der Trostfrauen. Erste richterliche Definitionen des völkerstrafrechtlichen Tatbestandes der Vergewaltigungen finden sich in den Urteilen des ICTR und ICTY. Die neueste Definition bietet das Rome Statute des Internationalen Strafgerichtshof.

##### Akayesu-Urteil
Akayesu war ein Bürgermeister der Hutu und wurde vom ICTR für verschiedene Verbrechen verurteilt. Sein Verfahren führte zur ersten richterlichen Definition von Vergewaltigung im Völkerstrafrecht. Die Richter des ICTR musste damals Vergewaltigungen eigenständig definieren, da das Mandats der UN-Sicherheitsrates für das Strafgericht zwar die Verfolgung von Vergewaltigungen vorsah, jedoch keine entsprechende Definition umfasste. Das Gericht definierte Vergewaltigungen daraufhin als “a physical invasion of a sexual nature, committed on a person under circumstances which are coercive”. Diese „coercive circumstances“ müssen dabei nicht physische Gewalt (force) umfassen:
The Tribunal notes in this context that coercive circumstances need not be evidenced by a show of physical force. Threats, intimidation, extortion and other forms of duress which prey on fear or desperation may constitute coercion, and coercion may be inherent in certain circumstances, such as armed conflict.

##### Furundžija-Urteil
Vier Monate nach dem Akayesu-Urteil fällte der ICTY sein Urteil im Furundžija-Fall. Dabei definierte er den Tatbestand der Vergewaltigung anders als der ICTR:
[…] the following may be accepted as the objective elements of rape: (i) the sexual penetration, however slight: (a) of the vagina or anus of the victim by the penis of the perpetrator or any other object used by the perpetrator; or (b) of the mouth of the victim by the penis of the perpetrator; (ii) by coercion or force or threat of force against the victim or a third person.
Diese Definition ist deutlich enger als die Definition des ICTR. Durch die Fokussierung auf die Penetration durch einen Penis vernachlässigt sie mögliche weibliche Täterinnen.

##### Kunarac-Urteil
Im Kunarac-Urteil des ICTY verändert dieser seine frühere Definition um das Element der Zustimmung. das Gericht nahm dabei Abstand von der Formulierung „coercion or force or threat of force“ und charakterisierte Vergewaltigung nachfolgend als “without the consent of the victim.” Dieser Gerichtsurteil stellt dadurch einen wichtigen Referenzpunkt in der völkerrechtlichen und wissenschaftlichen Debatte zum Straftatbestand dar.

### Schweiz
Art. 190 Abs. 1 StGB (gleichlautend Art. 154 Abs. 1 MStG) lautet (die Höchststrafe beträgt bei Absatz 3 gemäß Artikel 40 Absatz 2 StGB zwanzig Jahre):
1 Wer gegen den Willen einer Person den Beischlaf oder eine beischlafsähnliche Handlung, die mit einem Eindringen in den Körper verbunden ist, an dieser vornimmt oder von dieser vornehmen lässt oder zu diesem Zweck einen Schockzustand einer Person ausnützt, wird mit Freiheitsstrafe bis zu fünf Jahren bestraft.
2 Wer eine Person zur Vornahme oder Duldung des Beischlafs oder einer beischlafsähnlichen Handlung, die mit einem Eindringen in den Körper verbunden ist, nötigt, namentlich indem er sie bedroht, Gewalt anwendet, sie unter psychischen Druck setzt oder zum Widerstand unfähig macht, wird mit Freiheitsstrafe von einem Jahr bis zu zehn Jahren bestraft.
Bis 30. Juni 2024 galt ausschließlich die vaginale Penetration als Vergewaltigung. Insbesondere war auch die erzwungene anale Penetration keine Vergewaltigung, sondern sexuelle Nötigung nach Artikel Art. 189 StGB alter Fassung. Diese Sonderstellung des vaginalen Verkehrs bestand früher auch in anderen Ländern. Sie hatte aber 1992 dadurch an Bedeutung verloren, dass sexuelle Nötigung und Vergewaltigung mit der gleichen Maximalstrafe bedroht wurden. Lediglich die Minimalstrafe blieb bei der sexuellen Nötigung geringer (Geldstrafe), weil auch weniger gravierende Taten (erzwungener Kuss, Begrapschen) als sexuelle Nötigungen gewertet werden.
Eine notwendige Voraussetzung für den Tatbestand des Absatz 2 (bis 30. Juni 2024 Absatz 1) ist die Anwendung von Nötigungsmitteln. Wenn der Täter nicht von vornherein Gewalt anwendet, muss sich das Opfer also für den Täter erkennbar wehren und der Täter muss diesen Widerstand überwinden. Dabei dürfen aber an das Ausmaß des Widerstands keine zu großen Anforderungen gestellt werden. Während früher nur körperliche Gewalt als Nötigungsmittel galt, anerkennt der aktuelle Gesetzestext ausdrücklich auch den psychischen Druck. Schwieriger zu beurteilen sind Fälle, in denen ein Opfer, aufgrund der Aussichtslosigkeit der Situation, keinen Widerstand leistet (tonische Immobilität). Um auch diese Fälle stets bestrafen zu können, wurde zum 1. Juli 2024 der neue Absatz 1 eingeführt; die bisherigen Absätze 1 und 2 wurden zu den Absätzen 2 und 3. Der Täter muss auch bei Absatz 1 erkennen können, dass die sexuellen Handlungen gegen den Willen des Opfers stattfinden.
Falls das Opfer von vorneherein zum Widerstand gar nicht fähig ist, scheiden Vergewaltigung und sexuelle Nötigung aus, in diesem Fall besteht Strafbarkeit als Missbrauch einer urteilsunfähigen oder zum Widerstand unfähigen Person nach Art. 191.
Wird die Tat gemeinsam von mehreren Personen ausgeführt, so erhöht das Gericht die Strafe, darf jedoch das Höchstmaß der angedrohten Strafe nicht um mehr als die Hälfte überschreiten und nicht mehr als zwanzig Jahre Freiheitsstrafe verhängen (Art. 200 StGB).
Bis 1992 war die Vergewaltigung auf den erzwungenen Geschlechtsverkehr außerhalb der Ehe beschränkt, eine Vergewaltigung in der Ehe gab es schon rein begrifflich nicht. Zwischen 1992 und 2004 war die Vergewaltigung in der Ehe ein Antragsdelikt. Seit 2004 ist auch die Vergewaltigung unter Ehepartnern ein Offizialdelikt. Die Frage, ob die Vergewaltigung in der Ehe ein Antrags- oder ein Offizialdelikt sein soll, wurde kontrovers diskutiert. Auf der einen Seite stand die Überzeugung, dass es dem Schutz der Ehe dient, wenn den Ehepartnern die Möglichkeit des Verzeihens offengehalten wird. Auf der anderen Seite stand die Überzeugung, dass Gewaltdelikte nie reine Privatsache sind. Außerdem zeigte die Erfahrung, dass viele Frauen ihren Strafantrag wieder zurückzogen, wobei oft der Verdacht bestand, dass dieser Rückzug unter Druck erfolgt war.

### Österreich

#### Grundtatbestand Vergewaltigung
In Österreich ist Vergewaltigung im § 201 StGB unter Strafe gestellt. Der Grundtatbestand in Absatz 1 lautet:
§ 201. (1) Wer eine Person mit Gewalt, durch Entziehung der persönlichen Freiheit oder durch Drohung mit gegenwärtiger Gefahr für Leib oder Leben (§ 89) zur Vornahme oder Duldung des Beischlafes oder einer dem Beischlaf gleichzusetzenden geschlechtlichen Handlung nötigt, ist mit Freiheitsstrafe von zwei bis zu zehn Jahren zu bestrafen.
Der Tatbestand erfasst die Nötigung zum Beischlaf oder einer dem Beischlaf gleichzusetzenden geschlechtlichen Handlung, wenn die Nötigung mit Gewalt, durch Entziehung der persönlichen Freiheit oder durch Drohung mit der gegenwärtigen Gefahr für Leib oder Leben vorgenommen wird. Die Strafe für die Begehung des Grundtatbestands der Vergewaltigung ist Freiheitsstrafe von mindestens zwei Jahren (bis 31. Dezember 2019 mindestens ein Jahr) und maximal zehn Jahren.
Ergänzend zum Grundtatbestand kennt das österreichische Strafrecht im zweiten Absatz des § 201 StGB mehrere schwerwiegende Qualifikationstatbestände, die zu erheblichen Verschärfungen der Strafdrohung führen. Sollte die Vergewaltigung etwa eine schwere Körperverletzung, eine Schwangerschaft oder für die vergewaltigte Person längere Zeit hindurch einen qualvollen Zustand zur Folge haben, erhöht sich der Strafrahmen auf fünf bis fünfzehn Jahre. Gleiches gilt, wenn der Täter bei der Durchführung der Tat das Opfer in besonderer Weise erniedrigt. Hat die Vergewaltigung den Tod des Opfers zur Folge, ist der Täter mit einer Freiheitsstrafe von zehn bis zu zwanzig Jahren oder mit lebenslanger Freiheitsstrafe zu bestrafen, was exakt der Strafdrohung des vorsätzlichen Tötungsdelikts Mord entspricht.

#### Abgrenzung zu weiteren Sexualdelikten
Vergewaltigung ist der erste Straftatbestand des zehnten Abschnitts des Strafgesetzbuchs, der allgemein Strafbare Handlungen gegen die sexuelle Integrität und Selbstbestimmung behandelt. Neben dem Straftatbestand der Vergewaltigung gibt es ergänzend den § 202 StGB Geschlechtliche Nötigung. Er kommt nur zur Anwendung, sofern der Täter nicht bereits nach § 201 StGB zu bestrafen ist. Das Delikt erfasst Nötigungen mit Gewalt oder durch gefährliche Drohung zur Vornahme oder Duldung einer geschlechtlichen Handlung. Der § 202 StGB geht wesentlich weiter als der Tatbestand der Vergewaltigung, da aufgrund der Formulierung geschlechtliche Handlung wesentlich mehr Handlungen erfasst werden. Der Strafrahmen beträgt bis zu fünf Jahren Freiheitsentzug und enthält die gleichen straferhöhenden Qualifikationen wie der Tatbestand des § 201 StGB.
Bis Ende April 2004 war die Vergewaltigung in der Ehe in Österreich oder einer außerehelichen Lebensgemeinschaft in bestimmten Fällen nur auf Antrag des Opfers zu verfolgen. Seither ist § 203 StGB Begehung in Ehe oder Lebensgemeinschaft aufgehoben, sodass jegliche Vergewaltigungsanzeige uneingeschränkt von den Sicherheitsbehörden als Offizialdelikt verfolgt werden muss.

### Vereinigte Staaten
In den Vereinigten Staaten ist das Strafrecht eine Angelegenheit der Bundesstaaten. Es unterscheidet sich von Bundesstaat zu Bundesstaat, wobei nicht unbedingt der Begriff rape ‚Vergewaltigung‘ verwendet wird, sondern auch sexual assault ‚sexueller Übergriff‘, criminal sexual conduct ‚kriminelles sexuelles Verhalten‘, sexual abuse ‚sexueller Missbrauch‘ oder sexual battery ‚sexuelle Körperverletzung‘.
Das Strafrecht der amerikanischen Bundesstaaten kennt daneben auch den Tatbestand eines statutory rape ‚Vergewaltigung nach dem Gesetz‘, der dann erfüllt wird, wenn ein Erwachsener sexuelle Handlungen mit einer Person im Schutzalter ausübt, gleichgültig, ob die jüngere Person Zustimmung signalisiert hat oder nicht.
Bis zum Jahr 1977 konnte für die Vergewaltigung einer erwachsenen Person in zahlreichen Bundesstaaten die Todesstrafe verhängt werden, in den Südstaaten vor der Bürgerrechtsbewegung unter Umständen auch für versuchte Vergewaltigung, wenn es sich um einen schwarzen Täter handelte. Der Oberste Gerichtshof der Vereinigten Staaten erklärte dies im Fall Coker v. Georgia jedoch für verfassungswidrig. Seit der Entscheidung im Fall Kennedy v. Louisiana im Jahr 2008 darf die Todesstrafe auch nicht mehr für die Vergewaltigung von Minderjährigen verhängt werden.

### Saudi-Arabien
In Saudi-Arabien kann Vergewaltigung mit der Todesstrafe bestraft werden. Die Todesstrafe wegen Vergewaltigung wurde von 1980 bis Mai 2008 163 Mal verhängt. Täter, die zur Zeit der Vergewaltigung verheiratet sind, werden laut Gesetz hingerichtet; Täter, die zur Tatzeit ledig sind, werden mit einem oder mehreren Jahren Haft und 100 Peitschenhieben bestraft. Bei einer Vergewaltigung mit mehreren Tätern werden nicht selten alle Täter hingerichtet, egal, ob sie aktiv beteiligt waren oder nicht. Auch Jugendliche können wegen einer Vergewaltigung hingerichtet werden.
Frauen ist es erlaubt, sich gegen einen Mann, der sie vergewaltigen will, auch unter Einsatz von Waffen zu verteidigen. Wer jemanden zu Unrecht einer Vergewaltigung bezichtigt, kann mit Haftstrafe oder Peitschenhieben bestraft werden.
Auch das Vergewaltigungsopfer kann mit Haft oder Peitschenhieben bestraft werden, wenn es aktiv zur Entstehung der Situation beiträgt, indem es sich etwa mit fremden Männern trifft oder eine uneheliche Beziehung führt, die letztlich in die Vergewaltigung mündet. So wurde Ende 2007 ein Vergewaltigungsopfer zu 90 Peitschenhieben verurteilt, weil es sich mit seinen Vergewaltigern vor der Tat mehrmals getroffen und uneheliche Beziehungen mit diesen unterhalten hatte. Das Opfer wurde später von König Abdullah begnadigt. Die Täter wurden zu Haftstrafen verurteilt. Der aus der schiitischen Stadt Qatif gemeldete Fall wurde in der Folge für antischiitische Propaganda instrumentalisiert.

### Schweden
Im Strafgesetzbuch Schwedens behandelt das Kapitel 6 Sexualverbrechen. Paragraf 1 behandelt die Vergewaltigung (våldtäkt), Paragraf 2 den sexuellen Zwang (sexuellt tvång) und Paragraf 10 die sexuelle Belästigung (sexuellt ofredande).
Nach § 1 werden sexuelle körperliche Handlungen, die Geschlechtsverkehr gleichen, die ohne Zustimmung der betroffenen Person, durch Misshandlung oder sonst wie mit Gewalt oder durch Androhung von Verbrechen erzwungen oder an Personen vollzogen werden, die wegen Bewusstlosigkeit, Schlaf, Drogen, Krankheit, körperlicher oder geistiger Störung in einem hilflosen Zustand sind, mit zwei bis sechs Jahren Haft bestraft, in minderschweren Fällen bis vier Jahre, in besonders schweren Fällen (zum Beispiel mehrere Personen, besonders brutal) mit fünf bis zehn Jahren Haft.
Nach § 1a sind die in § 1 genannten Handlungen auch dann als Vergewaltigung mit Freiheitsstrafe bis zu vier Jahren strafbar, wenn der Vorsatz in Bezug auf die freiwillige Teilnahme der betroffenen Person nicht nachgewiesen werden kann. In minderschweren Fällen kann von Strafe abgesehen werden.
Nach § 2 wird mit Gefängnis bis zu zwei Jahren bestraft, wer gegen den Willen der betroffenen Person eine sexuelle Handlung durchführt, die nicht durch § 1 abgedeckt ist, in schweren Fällen mit Haft zwischen sechs Monaten und sechs Jahren.
Nach § 4 wird wegen Vergewaltigung eines Kindes mit einer Freiheitsstrafe von zwei bis sechs Jahren wer mit einer Person unter 15 Jahren den Geschlechtsverkehr oder vergleichbare sexuelle Handlungen vollzieht, in schweren Fällen mit fünf bis zehn Jahren Haft bestraft.
Nach § 10 wird mit Geldstrafe oder bis zu zwei Jahren Haft bestraft, wer sich vor einem anderen so entblößt, dass dies Unbehagen erzeugt oder wie durch Worte oder Handeln einen Menschen so belästigt, dass dies die sexuelle Integrität dieses Menschen verletzt.

### Spanien
Das spanische Parlament verabschiedete 2022 eine Verschärfung des Sexualstrafrechts nach dem das Prinzip „Nur Ja heißt Ja“. Jeder Sex ohne eindeutige Zustimmung wird dem Gesetz zufolge als Vergewaltigung betrachtet. Das Gesetz verschärfte außerdem die Regeln für Belästigung auf der Straße, erweiterte den Sexualunterricht in Schulen und stärkte den Schutz sowie die Entschädigung der Opfer sexueller Gewalt. Zudem stellte es „einschüchternde“ Komplimente sowie die Verbreitung von Sexvideos unter Strafe.

### Syrien
In Syrien kann sich ein Vergewaltiger einer juristischen Verfolgung entziehen, wenn er sein Opfer heiratet.

### Marokko
In Marokko konnten sich Minderjährige der juristischen Verfolgung entziehen, wenn sie das Opfer heirateten (Paragraph 475 des Strafgesetzbuchs). Das Gesetz wurde jedoch im Januar 2014 abgeschafft.

### Jordanien, Libanon
In Jordanien und im Libanon können sich seit August 2017 minderjährige Vergewaltiger nicht mehr durch Heirat der Strafverfolgung entziehen, sodass auch in diesen Ländern Vergewaltigung jetzt immer strafbar ist.

### Türkei
Es gab eine vom damaligen türkischen Ministerpräsidenten Recep Tayyip Erdoğan im November 2016 geplante Gesetzesnovelle, die besagt, dass Männer, die Geschlechtsverkehr mit minderjährigen Frauen gehabt haben, nicht bestraft werden sollen, wenn sie die Frau danach heiraten. Allgemein ist der Geschlechtsverkehr mit unter 18-jährigen in der Türkei verboten. Voraussetzung für die Straffreiheit ist, dass die Ehe in beidseitigem Einverständnis geschlossen wird. Dies wurde nach einem Sturm der Entrüstung auch unter türkischen Frauen wieder ad acta gelegt.

## Täter
Sexuelle Gewalt wird fast ausschließlich (zirka 99 Prozent) durch männliche Täter verübt. In rund einem Prozent der Fälle war eine Frau die Täterin oder an der Tat zumindest beteiligt. Die polizeiliche Kriminalstatistik weist für Deutschland im Jahr 2021 bei 8676 Tatverdächtigen 8558 männlichen Tatverdächtige aus, was einem Anteil von rund 98,64 Prozent entspricht. Insgesamt waren 2221 (männliche wie weibliche) Tatverdächtige unter 21 Jahren; das entspricht einem Anteil von rund 25,6 Prozent. Die Täter kommen überwiegend aus dem näheren Umfeld der Frauen, nur knapp 15 Prozent waren Unbekannte. Am häufigsten wurden Ex-Partner als Täter genannt. Versuche körperlicher Gegenwehr oder auch Hilferufe und die Flucht aus der Situation waren eher erfolgreich, wenn der Täter ein Unbekannter war.
Für ein besseres Verständnis der Opfer ist die wichtigste Einteilung in Tätertypologien die Unterscheidung in sadistische und nicht sadistische Täter, denn was die Opfer erleiden und durchmachen mussten, ist dramatisch unterschiedlich. Bei nicht sadistischen Tätern ist es oft Schwäche. Vergewaltigung und Nötigung ist der Versuch, ein unsicheres männliches Selbstbild durch aggressive Handlungen zu kompensieren. Die Täter fühlen sich gekränkt oder in ihrem Stolz und ihrer Männlichkeit infrage gestellt. Die Tat beinhaltet Unterwerfung, Erniedrigung und der Täter stellt sich über das Opfer, indem er es erniedrigt.

## Opfer

### Vergewaltigung von Mädchen und Frauen

#### Deutschland
Laut polizeilicher Kriminalstatistik kam es im Jahr 2021 bei 9.986 Personen, wovon 94 Prozent weiblichen Geschlechts waren, zu einer Vergewaltigung, sexuellen Nötigung oder einem sexuellen Übergriff in besonders schwerem Fall.
Unter 6 Jahre alt waren 11 Opfer, zwischen 6 und unter 14 Jahren 195, 14 bis unter 18 waren 2437, 18 bis unter 21 1728, 21 bis unter 60 5414, 60 und älter 201. Ferner hatten die in § 176c Absatz 1 Nummer 2 unter Strafe gestellten Formen des schweren sexuellen Missbrauchs, „Vollzug des Beischlafs mit einem Kind oder Vornahme einer ähnlichen sexuellen Handlung“, die nicht als Vergewaltigung zählen, 206 Opfer unter 6 Jahren und 1044 zwischen 6 und unter 14 Jahren.
Eine repräsentative Studie im Auftrag des Bundesfamilienministeriums aus dem Jahr 2004 kommt zu dem Ergebnis, dass in Deutschland jede siebte Frau in ihrem Erwachsenenleben mindestens einmal Opfer von sexueller Gewalt wurde, 6 Prozent der Befragten gaben an, vergewaltigt worden zu sein. Davon sind 56 Prozent mehrmals Opfer sexueller Gewalt geworden, wobei sich die Spanne der Situationen von 2 bis hin zu über 40 Situationen erstreckte.
19 Jahre später, im Juli 2023, gab das Bundesfamilienministerium in einer Veröffentlichung bekannt, dass in Deutschland jede dritte Frau in ihrem Leben mindestens einmal Opfer von sexueller und/oder körperlicher Gewalt wurde. Ungefähr jeder vierten Frau werde beziehungsweise wurde in ihrem Leben mindestens einmal durch den jetzigen oder ehemaligen Beziehungspartner körperliche und/oder sexuelle Gewalt angetan.

#### Europa
Zwei Prozent der Frauen, das belegt eine EU-weite Studie, wurden nach eigener Aussage während der vergangenen zwölf Monate Opfer sexueller Gewalt.

#### Indien
In Indien wurden im Jahr 2011 mehr als 24.000 Fälle von Vergewaltigung registriert. Frauenrechtlerinnen zufolge ist die Dunkelziffer aber extrem hoch, weil Vergewaltigungsopfer oft sozial stigmatisiert werden und die Übergriffe deshalb nicht melden. Seit der Gruppenvergewaltigung in Delhi 2012 wird international immer wieder über Vergewaltigungen, Proteste gegen die lasche Strafverfolgung und Aussagen von Politikern berichtet. 2016 wurden nach Angaben der Polizei 38.947 Fälle angezeigt. In 570 Fällen waren die Opfer jünger als sechs Jahre, 1596 waren zwischen sechs und zwölf, im Alter zwischen 12 und 16 Jahren waren 6091 Opfer. Viele der Opfer sind Dalit oder Muslime, während die Täter häufig höheren Kasten angehören.

#### Südafrika
In Südafrika wird jede vierte Frau im Lauf ihres Lebens Opfer sexueller Gewalt. Das Land steht damit in internationalen Statistiken zu Vergewaltigungen an vorderster Stelle. Mehr als 64.000 Vergewaltigungen werden jedes Jahr angezeigt. Polizei und Frauenverbände in Südafrika schätzen die Dunkelziffer bei sexueller Gewalt jedoch auf das 10- bis 25-fache der offiziellen Zahlen. In einer Umfrage gab jeder vierte Mann zu, schon einmal eine Frau vergewaltigt zu haben. Zur Verurteilung kommt es selten.

#### Vereinigte Staaten
Einer auf die Jahre 1993–1995 bezogenen Bevölkerungsumfrage des Justizministeriums der Vereinigten Staaten zufolge waren 91 Prozent der Vergewaltigungsopfer weiblich und 99 Prozent der Täter männlich. Gemäß einem Bericht des Justizministeriums der Vereinigten Staaten wurden 94 Prozent der von 1991–1996 angezeigten Vergewaltigungen an Kindern und Jugendlichen von männlichen Tätern verübt. 82 Prozent der Opfer sind weiblich, wobei der relative Anteil der weiblichen Opfer und der Anteil der männlichen Täter mit dem Alter der Opfer ansteigt.

### Vergewaltigung von Jungen und Männern
Laut polizeilicher Kriminalstatistik kam es in Deutschland im Jahr 2021 bei 9.986 Personen, wovon 599 männlichen Geschlechts waren, zu einer Vergewaltigung, sexuellen Nötigung oder einem sexuellen Übergriff in besonders schwerem Fall.
Eine Metaanalyse von insgesamt 120 Studien kam zu dem Ergebnis, dass weltweit etwa 3 Prozent der Männer im Laufe ihres Lebens als Kinder oder Erwachsene vergewaltigt wurden (im Unterschied dazu 13 Prozent der Frauen). In den meisten Fällen sind die Täter andere, gewöhnlich ältere Männer. Es gibt jedoch vereinzelt auch sexuelle Übergriffe von Frauen gegenüber Jungen und Männern. Vergewaltigte Jungen und Männer können die Opfer-Erfahrung wegen des in der Gesellschaft vorherrschenden Männlichkeitsbilds nur schwer mit ihrer männlichen Identität vereinen. Sie stehen daher unter dem Druck, die erlittene Gewalt vor sich und anderen zu verbergen.
Eine südafrikanische Studie über sexuelle Gewalt hat eine Viertelmillion befragter Kinder und Jugendlicher im Alter von 10 bis 19 Jahren als Datenbasis. Von den 18-jährigen jungen Männern gaben 44 Prozent an, schon einmal vergewaltigt worden zu sein, davon 41 Prozent von Frauen, 32 Prozent von Männern und 27 Prozent von Tätern beiderlei Geschlechts.
Vergewaltigungen in Strafanstalten dienen der Errichtung einer „zwischenmännlichen Dominationshierarchie“. Opfer sind meist jüngere, kleinere, schwächere und in Strafanstalten weniger erfahrene Männer. Sie werden symbolisch in „Frauen“ verwandelt. Viele unterwerfen sich in einer festen Beziehung einem stärkeren Mann, um Schutz vor Gruppenvergewaltigungen zu erhalten. In Jugendstrafanstalten ist die Rate der Vergewaltigungen höher als in Erwachsenengefängnissen. Sexuelle Angriffe sind die Hauptursache von Selbstmorden in Haft.

### Kulturelle Aspekte
Der englischsprachige Begriff Rape Culture (englisch rape ‚Vergewaltigung‘ und culture ‚Kultur‘) bezeichnet soziale Milieus oder Gesellschaften, in denen Vergewaltigungen und andere Formen sexualisierter Gewalt verbreitet sind und weitgehend toleriert oder geduldet werden.

## Besondere Formen

### Grooming-Vergewaltigung
Der Begriff bezieht sich auf Straftaten, die an Minderjährigen und jungen Volljährigen begangen werden. Täter treten oft in Gruppen auf, umgarnen Mädchen und vergewaltigen sie anschließend. Häufig entsteht eine jahrelange sexuelle Ausbeutung mit Traumafolgen. Im englischen Hull traten 2021 Opfer einer solchen Gang an die Öffentlichkeit.

### Gruppenvergewaltigung
Der Begriff „Gruppenvergewaltigung“ ist in Deutschland kein fest definierter juristischer Begriff, sondern wird in der Polizeilichen Kriminalstatistik als gemeinschaftliche Tatbegehung erfasst, bei der mindestens zwei Tatverdächtige gemeinsam handeln. Die Fallzahlen in Deutschland sind verglichen mit der Gesamtbevölkerung sehr gering und unterliegen starken Schwankungen. So gab es auf Basis von Sonderauswertungen der Polizeilichen Kriminalstatistik in den Jahren 2010, 2015, 2020 und 2023 in Deutschland 593, 400, 704 bzw. 761 erfasste Fälle. Die Mehrheit der Tatverdächtigten im Zeitraum 2010 bis 2023 hat die deutsche Staatsangehörigkeit. Die Täter sind in der Regel jünger als bei Einzelvergewaltigungen und vorwiegend männlich, wenngleich es auch schon Fälle von Mittäterschaft von Frauen gegeben hat. Mehrheitlich ist die Tat geplant. In der Kriminologie wird die kollektive Verantwortungslosigkeit betont: Die Gruppe verübt gemeinsam ein schweres Verbrechen, zu dem der Einzelne alleine nicht fähig wäre. Wichtig sind die Gruppendynamik sowie spezifische Wert- und Normvorstellungen, die Männlichkeit, Macht, Gewalt und Aggression enthalten können. Die Anpassung an die Gruppennorm gilt als ein Hauptaspekt der Motivation des einzelnen Täters. Stärker als bei einer Einzelvergewaltigung werden die Opfer zusätzlich gedemütigt und erniedrigt, sie werden in einem hohen Maß deindividualisiert und zum Objekt degradiert, an dem „Experimente“ vorgenommen werden. Das durch die zahlenmäßige Überlegenheit verstärkte Ohnmachtsgefühl des Opfers wird von den Tätern genossen, die Tat als Form der Unterhaltung verstanden. Je höher der Bekanntschaftsgrad der Täter ist, desto brutaler wird die Tat begangen. Eine Gruppenvergewaltigung verursacht bei dem Opfer schwerere physische und psychische Schäden als eine Vergewaltigung durch einen Einzeltäter.

„Das Machismo-Konzept der Männer, eine enge stereotype Konzeption von Feminität und der Behandlung von Frauen als ‚Gebrauchsgegenstände‘ führen zur Gruppenvergewaltigung.“

Es gibt nur wenige wissenschaftliche Untersuchungen zu Gruppenvergewaltigungen von Frauen durch Männer ihres räumlichen und sozialen Umfeldes, was darin begründet sein mag, dass Gruppenvergewaltigungen unter den registrierten angezeigten Vergewaltigungen relativ wenig vertreten sind.
Beispiele von Gruppenvergewaltigungen: Gruppenvergewaltigung in Delhi 2012, Missbrauchsskandal von Rotherham, Gruppenvergewaltigung in Freiburg, Massenvergewaltigung in Luvungi

### Vergewaltigungen im Krieg

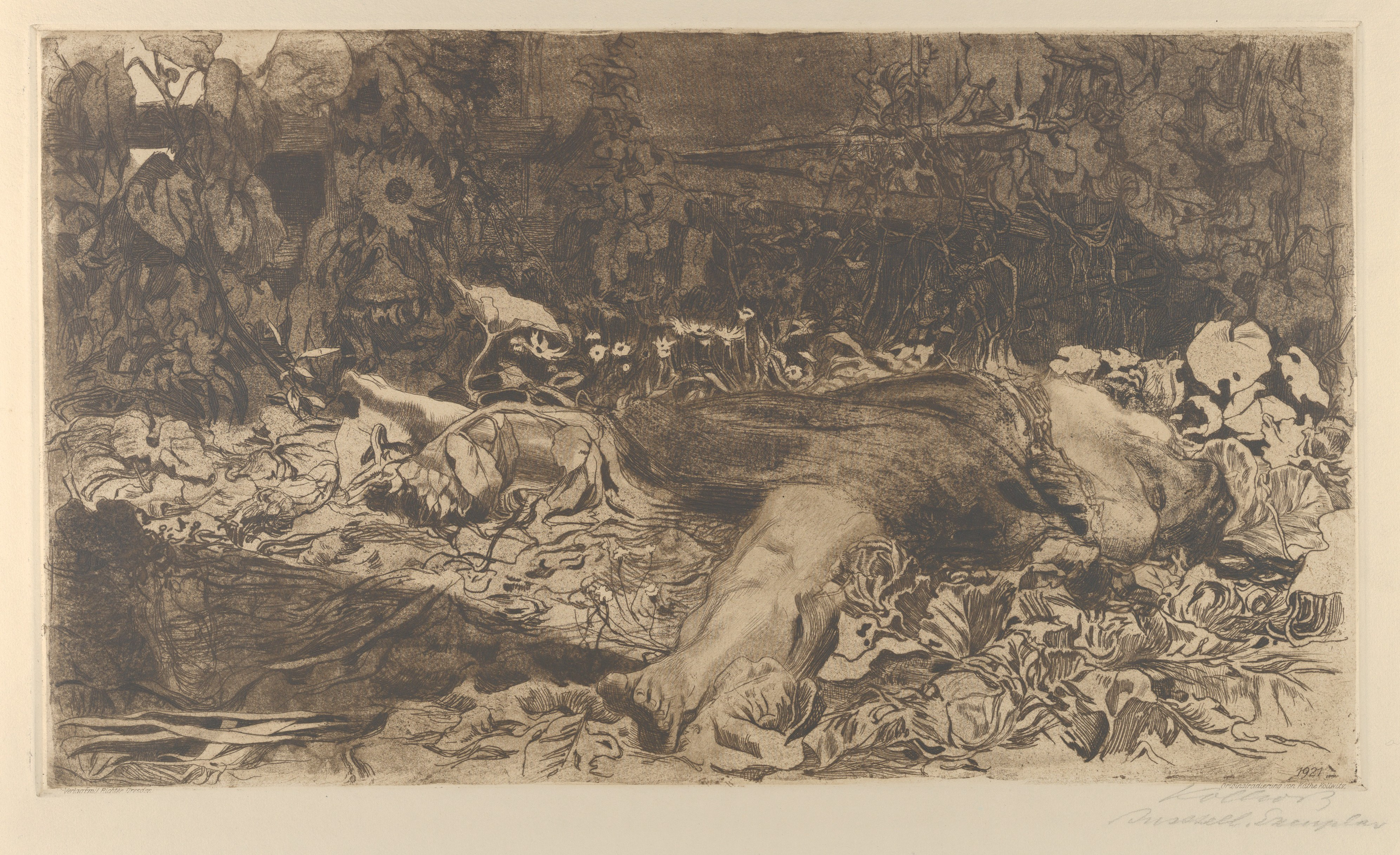
Vergewaltigt. Aus dem Zyklus Bauernkrieg von Käthe Kollwitz

In Konfliktfällen wie Kriegen oder Bürgerkriegen oder bei so genannten ethnischen Säuberungen sind weltweit häufig massenweise und systematische (vgl. Sexismus, Androkratie sowie Geschlechterordnung) Vergewaltigungen der Frauen von Kriegsgegnern zu konstatieren. Beispiele für solche Kriegsverbrechen von Männern sind Zwangsprostitution in Wehrmachtsbordellen, Lagerbordellen und japanischen Kriegsbordellen, die Vergewaltigungen von Nanking 1937 durch japanische Besatzungssoldaten, die Gewalttaten deutscher Soldaten in den eroberten Gebieten oder auch die 1,9 Millionen Vergewaltigungen in den eroberten Ostgebieten und in Deutschland durch Angehörige der Roten Armee am Ende des Zweiten Weltkrieges und nicht zuletzt Vergewaltigungen in den von alliierten Truppen befreiten Gebieten Frankreichs, Italiens und Deutschlands sowie während der Okkupation Japans ab 1945. Beispiele in jüngerer Zeit sind die Jugoslawienkriege, der zweite Kongokrieg, der dritte Kongokrieg und der Darfur-Konflikt, in dem die Dschandschawid systematische Vergewaltigungen begehen.
Über die Hälfte der in Konfliktzonen Vergewaltigten sind Kinder; teils liegt ihr Anteil auch erheblich höher. Dies geht aus einem Bericht von Save the Children hervor.
Bei dem von pakistanischen Militärs und Milizen der islamistischen Partei Jamaat-e-Islami begangene Genozid in Bangladesch wurden zahlreiche Frauen und Mädchen gefoltert, vergewaltigt und getötet. Tausende bengalische Frauen wurden entführt und als Kriegsgefangene in Bordellen und Armeebasen festgehalten. Die Gesamtzahl an Vergewaltigungsdelikten wird nach Angaben von Gendercide Watch auf 200.000 bis 400.000 geschätzt. Viele Mädchen und Frauen wurden öffentlich vor den Augen ihrer Familie vergewaltigt. Viele begingen daraufhin Selbstmord. Viele wurden nach den Vergewaltigungen von ihren Familien zum Schutz der Familienehre verstoßen.
Mit dem Akayesu-Urteil des Internationalen Strafgerichtshofs für Ruanda wurden 1998 Vergewaltigung und sexuelle Gewalt als Völkermordhandlungen definiert, wenn sie mit der Absicht erfolgen, eine bestimmte Bevölkerungsgruppe ganz oder teilweise zu zerstören. Die ehemalige Frauen- und Familienministerin von Ruanda, Pauline Nyiramasuhuko, wurde 2011 wegen Vergewaltigung, Kriegsverbrechen und Verbrechen gegen die Menschlichkeit vom Internationalen Strafgerichtshof für Ruanda zu lebenslanger Haft verurteilt. Sie war die erste Frau, die wegen Völkermord verurteilt wurde.

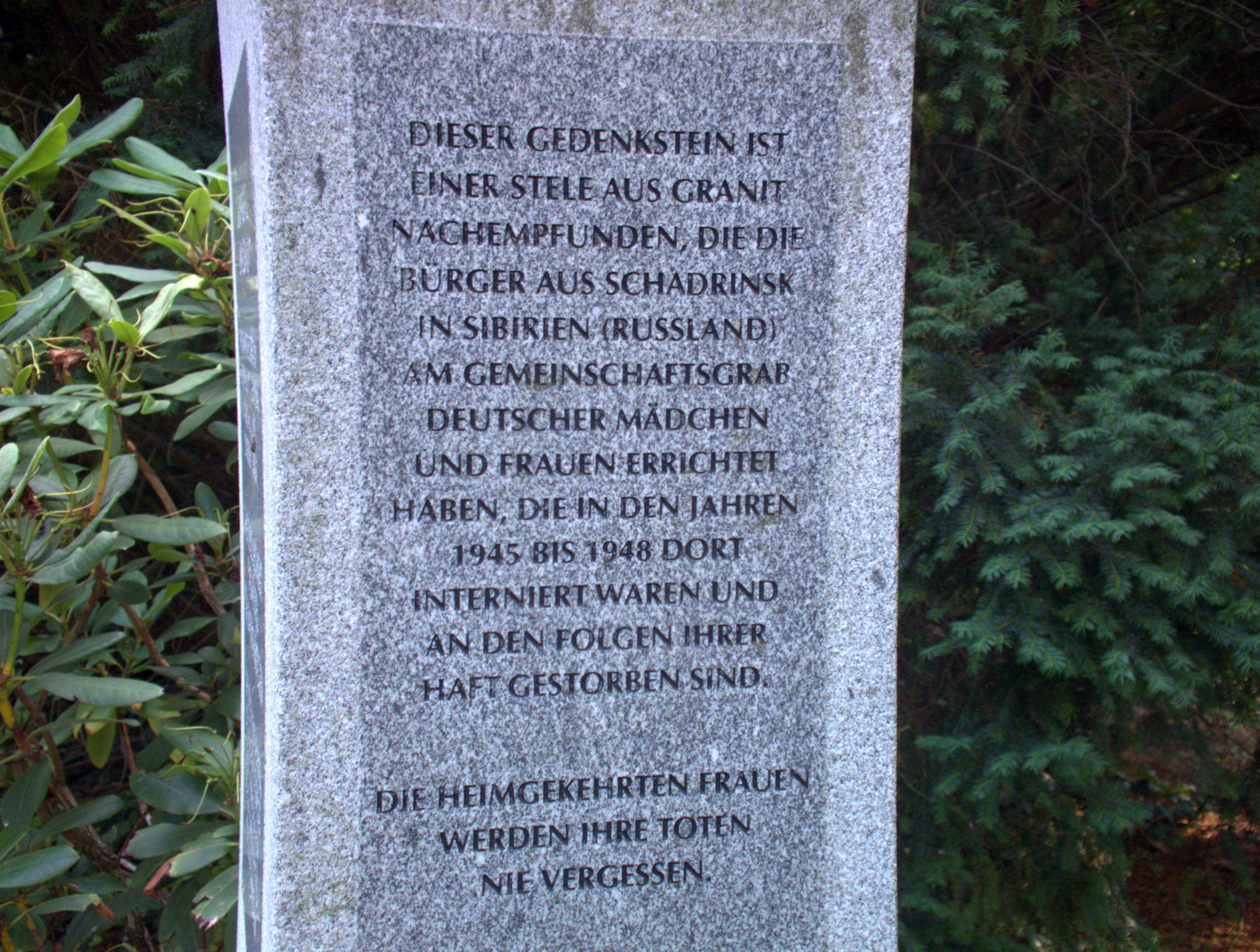
Friedhof-Lilienthalstraße-02. Denkmal für weibliche Opfer von Vertreibung, Verschleppung, Zwangsarbeit und Vergewaltigung in Folge des Zweiten Weltkriegs

Im Februar 2001 fällte der Internationale Strafgerichtshof für das ehemalige Jugoslawien in Den Haag ein historisches Urteil, als erstmals Vergewaltigung im Zusammenhang mit kriegerischen Aktionen als schwerer Verstoß gegen die Genfer Konventionen verurteilt und als Verbrechen gegen die Menschlichkeit eingestuft wurde. Im Juni 2008 verabschiedete der Sicherheitsrat der Vereinten Nationen die Resolution 1820, nach der sexuelle Gewalt in bewaffneten Konflikten nun als Straftatbestand gilt. Der Rat weist darauf hin, dass „Vergewaltigungen und andere Formen sexueller Gewalt als Kriegsverbrechen, Verbrechen gegen die Menschheit oder als Bestandteil von Völkermord geahndet werden können“. Im Jahr 2009 folgten hierzu weitere Resolutionen 1882 und 1888.
Im April 2019 verabschiedete der UN-Sicherheitsrat unter Enthaltung von Russland und China eine weitere Resolution zu sexueller Gewalt. Die UN-Mitgliedstaaten werden darin aufgefordert, ihre Gesetzgebung zu solchen Gewaltakten zu stärken, die Verfolgung der Täter auszuweiten und die Opfer besser zu versorgen. Die Resolution sieht zudem UN-Sanktionen im Falle der Anwendung sexueller Gewalt in bewaffneten Konflikten vor. Ein Aufruf zur Gewährung umfassender Gesundheitsservices an die Opfer, der in vorangehenden Entwürfen vorgesehen war, war zuvor – ebenso wie jeglicher Bezug auf die sexuelle Gesundheit – auf Druck der Vereinigten Staaten, Chinas und Russlands entfernt worden.
Im Juni 2008 verabschiedete der Sicherheitsrat der Vereinten Nationen die Resolution 1820, die sexuelle Gewalt gegen Frauen und Mädchen als Kriegswaffe einstuft.
Vergewaltigung und andere Formen sexueller Gewalt werden in vielen Ländern als Kriegstaktik eingesetzt, wie in Afghanistan, der Zentralafrikanischen Republik, Tschad, Kongo, Sudan, Bosnien und Herzegowina, Peru und Tibet. Vergewaltigung wird in bewaffneten Konflikten seit dem Zweiten Weltkrieg verwendet, um die Gegner zu bestrafen und zu erniedrigen, Gemeinden zu destabilisieren, bestimmte religiöse und politische Gruppen auszulöschen, die gegnerischen Truppen zu Racheakten zu provozieren sowie als Belohnung für Siege und Stärkung der Truppenmoral. Viele der Opfer – meist junge Mädchen – können aufgrund von Verletzungen, Unsicherheit und Angst keine Schule mehr besuchen. Studien aus Ruanda gehen davon aus, dass zwischen 250.000 und 500.000 Frauen und Mädchen während des Völkermords 1994 Opfer sexualisierter Gewalt wurden. Besonders dramatisch stellte sich die Lage im Kongo dar. Nach Angaben der Bundeszentrale für politische Bildung von 2009 ereigneten sich 75 Prozent aller Vergewaltigungen von Menschen, die Ärzte ohne Grenzen weltweit behandelte, im Kongo. Viele Frauen werden nach ihrer Vergewaltigung von ihren Familien verstoßen, gleiches gilt für die gezeugten Kinder.
Die UN-Resolution 1888 vom 30. September 2009 stellte fest, dass bis dahin nur wenige der Täter sexueller Gewalt vor Gericht gestellt worden sind.
Vergewaltigungen und andere Formen sexueller Gewalt wurden in Ländern wie Chile, Griechenland, Kroatien, Iran, Kuwait, Kongo, Uganda, der ehemaligen Sowjetunion und dem ehemaligen Jugoslawien als Mittel von Kriegen oder politischer Aggression von Männern auch gegen Männer eingesetzt.
Während des Bürgerkriegs in Sierra Leone 1991 bis 2002 wurden bei Überfällen auf Dörfer durch die Revolutionary United Front (RUF) regelmäßig Mädchen und junge Frauen oft öffentlich vergewaltigt und anschließend zwangsrekrutiert. „Weibliche Familienangehörige angeblicher Feinde wurden bevorzugt malträtiert. Durch die öffentlichen (Massen-)Vergewaltigungen griffen die Täter das maskuline Selbstbild der jeweiligen männlichen Familienangehörigen an, die in ihrer Wehrlosigkeit als Versager verhöhnt wurden. RUF-Kämpfer vergewaltigten auch Männer, um sie zu entmännlichen. Ebenso wurden sie gelegentlich von RUF-Kombattantinnen sexuell misshandelt. So war sexualisierte Gewalt eine verbreitete Kriegstaktik, um den familiären und sozialen Zusammenhalt der jeweiligen Feinde langfristig zu brechen.“
Nach einem Bericht des Hohen Flüchtlingskommissars der Vereinten Nationen wurden Massenvergewaltigungen im Bürgerkrieg im Südsudan 2013 bis 2018 als Kriegsmittel eingesetzt; für April bis September 2015 liegen dem Bericht zufolge Hinweise auf mehr als 1300 Vergewaltigungen allein aus dem Bundesstaat Unity vor, die im Bericht erfassten Vergewaltigungen seien allerdings nur ein Ausschnitt der wirklichen Gesamtzahlen. Die Massenvergewaltigungen würden von der Regierung aber auch von den Rebellen als Entlohnung für ihre Kämpfer eingesetzt. Da die Vergewaltigungen systematisch eingesetzt wurden und jeweils gegen bestimmte ethnische Gruppen gerichtet waren, bestehe Grund zur Annahme, dass sie als Kriegsverbrechen und Verbrechen gegen die Menschlichkeit einzustufen seien.
Im Januar 2016 hielt Rolf Pohl, Sozialpsychologe an der Leibniz Universität Hannover den siebten Teil seiner Abschlussvorlesung, der sich unter dem Titel Die Zerstörung der Frau als Subjekt mit der Vergewaltigung als Kriegsstrategie befasste.
Beim Terrorangriff der Hamas auf Israel 2023 veröffentlichte diese bereits kurz nach Angriffsbeginn Videoaufnahmen ihrer Gewalttaten einschließlich Vergewaltigungen und geschlechtsspezifische und sexuelle Gewalt, welche die Terroristen teils mit Bodycams und Helmkameras aufgenommen hatten, auf Telegram-Kanälen. Die Videos waren innerhalb weniger Stunden in PR-Studios der Hamas gesichtet, ausgewählt und professionell geschnitten worden. Auf diesen Aufnahmen waren neben anderen massiven Gewalttaten auch brutale Vergewaltigungen und erniedrigende Behandlung von Frauen als Beute zu sehen.

### Vergewaltigung im Militär
Eine 2009 veröffentlichte Untersuchung gab an, dass in der US-Armee mehr Vergewaltigungen angezeigt wurden, seit Frauen Soldatinnen werden können. Die Dunkelziffer sei jedoch sehr hoch, da zum Beispiel in der United States Air Force Academy etwa 80 Prozent der weiblichen Vergewaltigungsopfer die Übergriffe, aus Angst, eingeschüchtert oder sogar bestraft zu werden, nicht meldeten.
Das Kriegsveteranenministerium der Vereinigten Staaten erkennt die psychische Traumatisierung von Soldatinnen und Soldaten durch sexuelle Übergriffe im Militärdienst mittlerweile als eigenständiges Gesundheitsproblem an.
In den USA wurden im Jahr 2020, entsprechend dem Annual Report on Sexual Assault in the Military des US-Verteidigungsministeriums 6.290 Fälle angezeigt (2019 waren es 6.236). Der Anteil der weiblichen Soldatinnen ist (mit etwa 6 Prozent Betroffenen) zwar prozentual deutlich höher, da jedoch mehr männliche Soldaten in der US-Armee sind, ist die Anzahl der jeweils erfassten Opfer etwa gleich hoch. Innerhalb der letzten 10 Jahre stiegen die Ausgaben für therapeutische und medikamentöse Behandlungen weiblicher Opfer um 158 Prozent, während die Gesundheitskosten für männliche Opfer im selben Zeitraum um 110 Prozent zunahmen.
Schätzungen gehen davon aus, dass männliche Opfer die Übergriffe in nur rund 20 Prozent anzeigen. Außerdem machen zahlreiche Betroffene erst viele Jahre später die entsprechenden Aussagen, wenn ein Teil von ihnen durch Depressionen, Panikattacken, Schlafstörungen, Suchtprobleme und andere Spätfolgen nicht mehr arbeitsfähig ist. Selbst das zuständige Ministerium für Kriegsveteranen räumt ein, dass möglicherweise nur ein Drittel der Taten angezeigt werden. Zu den Präventionsmaßnahmen gehören Kurse wie das sogenannte Bystander Intervention Training, durch welches Unbeteiligte dafür sensibilisiert werden, wie Übergriffe verhindert werden können.
Für Deutschland gibt es bisher keine öffentlich verfügbaren Statistiken zu Vergewaltigungen im Militär.

### Vergewaltigung als Folter
Vergewaltigungen und alle Formen von sexueller Gewalt wurden und werden auch als Foltermethode eingesetzt. Berichte über sexuelle Gewalt als Mittel der Folter finden sich in der neueren Geschichte in Bezug auf Argentinien und Chile in den 1970er und 80er Jahren; es liegen auch Berichte unter anderem aus dem ehemaligen Jugoslawien, Bangladesch, Tschad, Kenia, der Türkei, China, Ruanda und Südafrika vor.
In der Rechtsprechung internationaler Gerichtshöfe wurde sexuelle Gewalt und Vergewaltigung als Form der Folter erstmals vom Internationalen Strafgerichtshof für das ehemalige Jugoslawien (ICTY) aufgenommen und weiterentwickelt. Der ICTY erkannte in seinem am 16. November 1998 ergangenen Urteil zu systematischen Vergewaltigungen von serbischen Frauen 1992 im Gefangenenlager Čelebići die Vergewaltigung und sexuelle Gewalt gegen Frauen ausdrücklich als Formen der Folter an, die den schweren Verletzungen des Artikels 147 der IV. Genfer Konvention entsprechen.

### Vergewaltigung als staatliche Maßnahme
Im Iran wurden mehrfach, junge, unverheiratete Frauen (laut der linken Wochenzeitung Jungle World) vor ihrer Hinrichtung mit regimetreuen Männern der Form halber verheiratet und dann vergewaltigt. So sollte vermieden werden, dass diese hingerichteten Frauen gemäß schiitischem Glauben nach ihrem Tod als Jungfrauen ins Paradies gelangen.

## Folgen für die Opfer
Vergewaltigung bedeutet eine Verletzung der Autonomie, des Selbstbestimmungsrechts und damit der psychischen Integrität. Man unterscheidet zwischen körperlichen (physischen) und psychischen Folgen einer Vergewaltigung.
Physische Folgen einer Vergewaltigung können vaginale und rektale Blutungen durch Verletzungen sowie Hämatome und Harnröhreninfektionen sein. Verletzungen bei vaginaler Penetration (Kohabitationsverletzungen) betreffen meist die Scheidenwand und das den Muttermund umgebende Scheidengewölbe (Perforation der Fornix vaginalis). Bei Vergewaltigung eines jungfräulichen Mädchens kann das Hymen unverletzt bleiben, wenn der Damm dem Penis nachgibt, einreißt (Dammriss) und der Penis in das rectovaginale Bindegewebe bis zum Mastdarm unter Zerreißung des Analschließmuskels eindringt. Stark blutende Wunden müssen genäht werden. Sogar der Douglas-Raum kann eröffnet werden, Darmschlingen können sich verschieben. Eine Verzögerung der Behandlung bedeutet hohen Blutverlust, Peritonitis und lebensbedrohlichen Darmverschluss.
Eine mittels lediglich angedrohter Gewalt erzwungene sexuelle Handlung kann jedoch auch ohne hinterher sichtbare physische Spuren geschehen. Häufig treten bei den betroffenen Personen zudem psychosomatische Beschwerden auf (zum Beispiel anhaltende Unterleibsschmerzen). In den meisten Fällen bestehen die Gefahren einer Ansteckung mit sexuell übertragbaren Erkrankungen und ungewollter Schwangerschaft. In wenigen Fällen endet eine Vergewaltigung in Verbindung mit zusätzlicher massiver Gewalteinwirkung mit dem Tod des Opfers.
Nach einer repräsentativen Studie im Auftrag des Bundesfamilienministeriums aus dem Jahr 2004 reichten die Verletzungsfolgen von Prellungen (73 %), vaginalen Verletzungen (32,7 %), anderen inneren Verletzungen (5,4 %), Knochenbrüchen (2,3 %) bis zu Fehlgeburten (3,5 %).
Laut einer Studie aus dem Jahr 1996 resultierten damals in den USA jährlich 32.000 Schwangerschaften aus Vergewaltigungen.
Die psychische Schädigung des Opfers hält oft lange an. Viele empfinden während der Tat Todesangst, die meisten befinden sich bei und unmittelbar nach der Tat in einem Schockzustand. Als Spätfolge kann bei Betroffenen eine posttraumatische Belastungsstörung und die Dissoziative Identitätsstörung auftreten.
Als Symptome wurden beschrieben:
- Albträume
- eine Störung der Sexualität
- Gleichgültigkeit
- Depression
- Schuldgefühle
- Angstzustände oder Panikattacken
- Selbstverletzendes Verhalten
- Suizidversuche oder vollendeter Suizid
- Schlafstörungen

Die Schwere der Reaktionen ist sehr unterschiedlich. Sie hängt unter anderem von den bei der Tat eingesetzten Gewaltmitteln, von dem sozialen Umfeld des Opfers und dessen Umgang mit der Vergewaltigung, von früheren Gewalterlebnissen und vom Alter des Opfers ab. Einige Opfer finden auch ohne spezielle Betreuung zu einem normalen Leben zurück (siehe auch Resilienz), anderen gelingt es nur langfristig und nur durch eine Psychotherapie, die Vergewaltigung zu verarbeiten.

## Kriminologische Perspektive

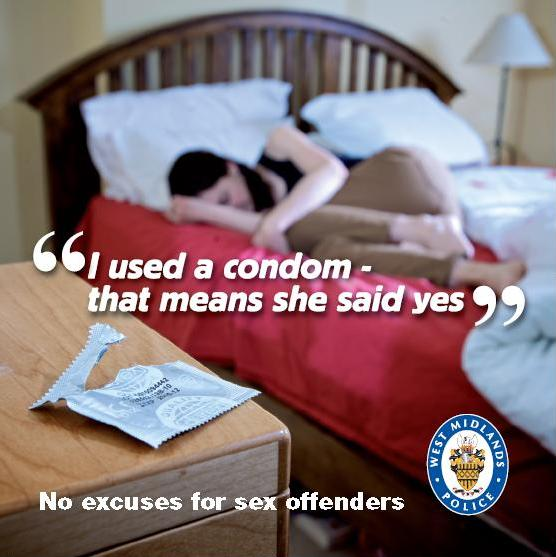
Aufklärungskampagne aus der Region West Midlands, England. Text: „‚Ich habe ein Kondom benutzt, das bedeutet, sie war einverstanden.‘ Keine Entschuldigung für Sexualstraftäter.“

Bis in die 1960er Jahre wurde Vergewaltigung als ein schweres, aber seltenes Delikt angesehen, das von psychisch abnormen Tätern, die der Frau unbekannt waren, begangen wurde. Erst durch Viktimisierungsstudien, vor allem seit den 1980er Jahren, hat sich die kriminologische Betrachtung völlig gewandelt. Entgegen der immer noch weit verbreiteten Wahrnehmung in der Öffentlichkeit finden die meisten Vergewaltigungen im Bekannten- oder Verwandtenkreis statt. Eine Vergewaltigung durch einen völlig Fremden („der Mann hinter dem Baum“) kommt äußerst selten vor. So kannten zum Beispiel nach einer US-amerikanischen Studie von 2004 lediglich in zwei Prozent aller Fälle Opfer und Täter einander vor der Tat nicht. Wenn man davon ausgeht, dass Vergewaltigungen durch Familienmitglieder, Lebenspartner oder nahe Freunde oft nicht angezeigt werden, so dürfte der tatsächliche Anteil von Vergewaltigungen durch völlig Fremde sogar noch geringer sein. Gemäß derselben Studie spielten in rund zwei Drittel aller Fälle Alkohol oder andere Drogen eine Rolle.
Ein Zusammenhang zwischen der Kleidung und dem Auftreten einer Person und ihrem relativen Risiko, vergewaltigt zu werden, konnte bisher statistisch nicht nachgewiesen werden.
Die Beweislage bei Vergewaltigungen ist schwierig, meist steht Aussage gegen Aussage.
Eine 2014 erschienene Studie des Kriminologischen Forschungsinstituts Niedersachsen unter Leitung von Christian Pfeiffer stellte fest, dass in Deutschland 1994 knapp 22 Prozent der Angezeigten verurteilt worden seien, dagegen im Jahr 2012 nur noch etwas mehr als acht Prozent der Tatverdächtigen. Die Gruppe der Fremdtäter sei laut Studie weniger geworden, wurden im Jahr 1994 noch etwa 30 Prozent der aufgeklärten Fälle fremden Tatverdächtigen zugerechnet, waren es 2012 nur noch 18 Prozent. Dementsprechend stieg der Anteil der Tatverdächtigen aus dem sozialen Nahraum in diesem Zeitraum von 7,4 auf knapp 28 Prozent.
Der Deutsche Juristinnenbund kritisierte 2014, dass das deutsche Strafrecht keine wirksame Strafverfolgung aller nicht einvernehmlichen sexuellen Handlungen ermögliche und forderte die Bundesregierung auf, das Sexualstrafrecht zu modernisieren. „Der Strafrechtsparagraph, der sexuelle Nötigung und Vergewaltigung unter Strafe stellt, erfülle die internationale Vorgabe der Kriminalisierung nicht.“ 2016 wurde das Sexualstrafrecht verschärft.

### Häufigkeit
Laut deutscher Kriminalstatistik haben im Jahr 2016 knapp 8.000 Frauen eine Vergewaltigung oder sexuelle Nötigung angezeigt. Das sind mehr als 20 Fälle pro Tag. Zwei Prozent der Frauen, das belegt eine EU-weite Studie, wurden nach eigener Aussage während der vergangenen zwölf Monate Opfer sexueller Gewalt.

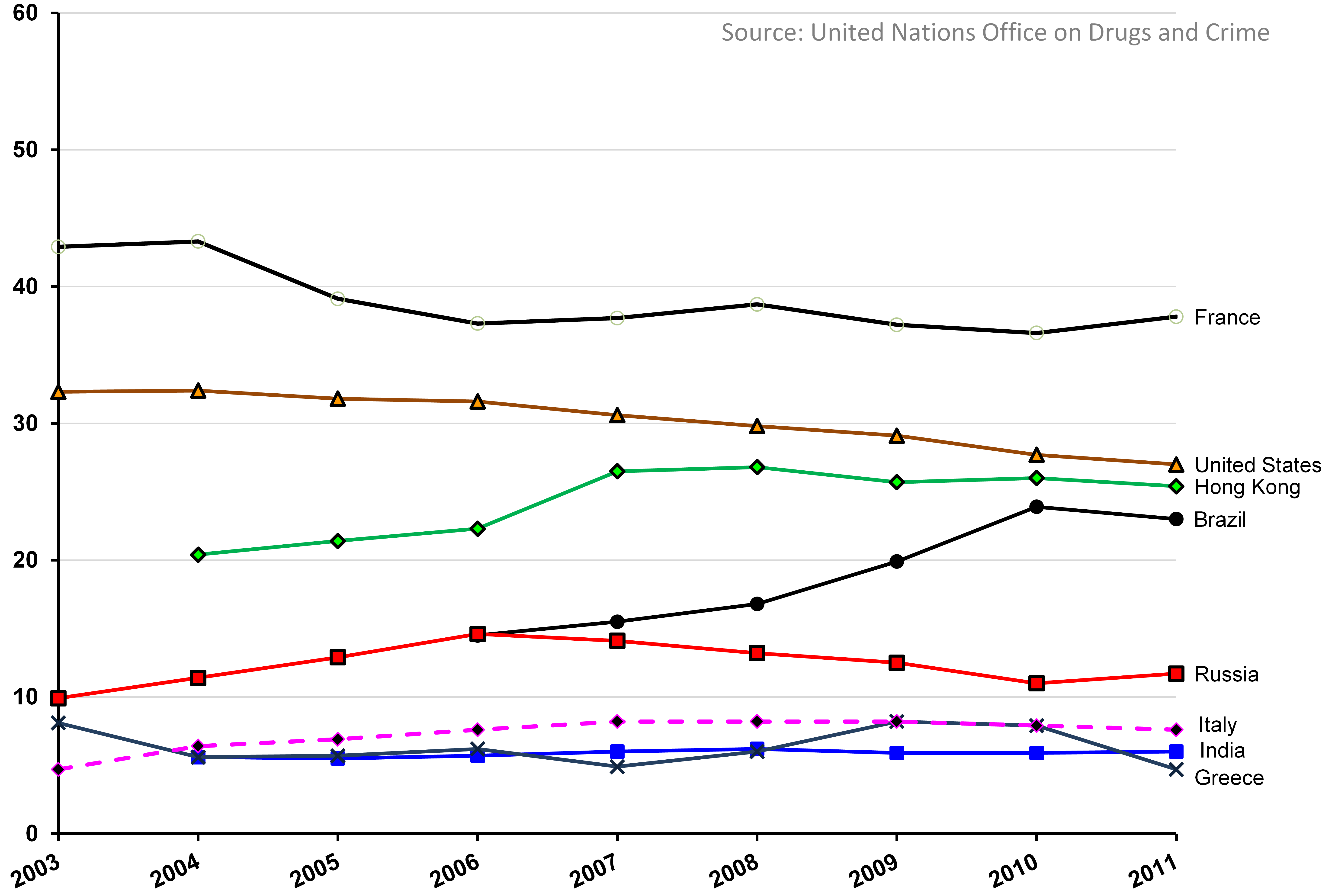
Ein Ländervergleich des Trends bei der Anzahl Vergewaltigungen und sexueller Übergriff pro 100.000 Personen, 2003–2011, Vereinte Nationen

Genaue Zahlen sind aufgrund einer hohen Dunkelziffer nicht bekannt. Eine Bevölkerungsbefragung in Deutschland ergab, dass 8,6 Prozent der befragten Frauen mindestens einmal im Leben Opfer einer Vergewaltigung, sexuellen Nötigung oder eines entsprechenden Versuchs waren. Repräsentative Studien in den USA fanden, dass 15 bis 25 Prozent aller Frauen im Laufe ihres Lebens mindestens einmal vergewaltigt werden. Es wird angenommen, dass die Mehrzahl der Gewaltverbrechen Kinder und Jugendliche trifft. So schlussfolgert man etwa aus Befragungen, dass 10 bis 15 Prozent aller Frauen und zwischen 5 und 10 Prozent aller Männer bis zum Alter von 14 oder 16 Jahren „mindestens einmal einen sexuellen Kontakt erlebt haben, der unerwünscht war oder durch die 'moralische’ Übermacht einer deutlich älteren Person oder durch Gewalt erzwungen wurde“, der also den Tatbestand einer sexuellen Nötigung oder Vergewaltigung erfüllt. Laut einer im September 2013 veröffentlichten UN-Studie bekennen sich rund 25 Prozent der Männer in der Asien-Pazifik-Region dazu, mindestens einmal in ihrem Leben ihre Partnerin oder eine andere Frau vergewaltigt zu haben. 10 Prozent gaben an, sich mindestens einmal an einer Frau vergangen zu haben, die nicht ihre Partnerin war.
Es wird angenommen, dass die Dunkelziffer von Vergewaltigungen zwei- bis hundertfach so hoch wie die Zahl der polizeilichen Meldungen ist. Viele Opfer erstatten keine Anzeige. Als Grund dafür werden Schamgefühle und die Angst des Opfers vor einem Wiedererleben des Traumas oder der Rache des Täters genannt, die Angst, dass ihnen nicht geglaubt wird, sowie die Nähe des familiären Umfelds, aus dem die Täter oft stammen.

### Anzeigebereitschaft
Die Bereitschaft von Opfern, die Tat anzuzeigen, ist Umfragen zufolge gering. Vergewaltigung gehört zu den Straftaten, deren Häufigkeit unterschätzt wird. Die Vergewaltigung hat weltweit eine der niedrigsten Verurteilungsraten von allen Verbrechen. Vergewaltigte Frauen zeigen die Tat bei der Polizei oft nicht an, da sie als Vergewaltigungsopfer sozial gebrandmarkt werden. Im Strafverfahren haben sie die Hauptbürde zu tragen. Weitere Ursachen können angenommene Beweisprobleme, geringer gesellschaftlicher Status der vergewaltigten Person, fehlende soziale Unterstützung und die Angst vor der Belastung des Verfahrens sein. In den USA bleiben zwei Drittel bis drei Viertel aller Vergewaltigungen im Dunkelfeld. Die „Justiz-Lücke“ (justice gap) sei groß: Von den angezeigten Vergewaltigungen kommen nur 8 Prozent zur Anklage, 3 Prozent der Täter kommen vor Gericht und 2 Prozent erhalten eine Freiheitsstrafe. Die Anzeigebereitschaft sinkt mit dem Anstieg des Bekanntheitsgrades zwischen Tätern und Opfern. Auch die Deutung eines Geschehens als Vergewaltigung kann von „subjektiven Faktoren“ und „situativen Lebensumständen“ abhängig sein, weshalb sich vor allem bei weiblichen Vergewaltigungsopfern in Intimbeziehungen regelrecht eine „Tendenz zur Verharmlosung“ der erlittenen Gewalt gegenüber Anderen einstellen kann, „und zwar insbesondere dann, wenn es sich bei dem Täter um den aktuellen Partner des Opfers handelt“.
Die Initiative #Ichhabnichtangezeigt bietet eine Fülle von Erklärungen, warum es nicht zu Anzeigen bei der Polizei kommt. Zu den genannten Gründen gehören Vergessenwollen, Abwehrreaktionen des sozialen Umfelds, die unsicheren Erfolgsaussichten einer Anzeige und ein auch aufgrund von schlechten Erfahrungen geringes Vertrauen in Polizei und Justiz. „Betroffenen wird oft nicht zugehört, sie werden alleine gelassen, und sie werden zum Schweigen gebracht, indem sie mit Anfeindungen und Ausgrenzung bedroht werden, falls sie die sexualisierte Gewalt öffentlich machen. Mit einer Anzeige würden sie das.“ Sexualisierte Gewalt wird oft von Mächtigeren gegenüber weniger Mächtigen verübt. Bei den Abwehrreaktionen des Umfelds und den geringen Erfolgsaussichten von Anzeigen spielen „Vergewaltigungsmythen“ eine wesentliche Rolle.

#### International steigende Anzeigebereitschaft
Vor allem in westlichen Ländern ist über lange Zeiträume relativ synchron ein Kriminalitätsrückgang besonders bei Gewaltkriminalität und Diebstahl gut dokumentiert. Die Häufigkeit von Vergewaltigungen, die zur Gewaltkriminalität gehören, veränderte sich in unterschiedlichen Ländern jedoch weniger einheitlich. Die Bereitschaft der Opfer, Anzeige zu erstatten, stieg zwar überall an. Die Zeiträume der Anstiege lagen in unterschiedlichen Ländern jedoch etwas anders.
In den USA stiegen die Anzeigeraten (das Verhältnis der angezeigten zu den tatsächlichen Fällen) von gewalttätigen, auch sexuellen Übergriffen in den 1970er Jahren etwas und ab Mitte der 1980er Jahre stark an. Seit Anfang der 1990er Jahre fallen Kriminalitätsraten (das Verhältnis von Anzeigen zur Bevölkerungsgröße) in den westlichen Ländern. In den USA ging die Zahl der Anzeigen wegen Gewaltkriminalität zwischen 1991 und 2005 um 27 % zurück. Wenn die Änderungen der Anzeigebereitschaft berücksichtigt wurden, fielen die Zahlen der geschätzten tatsächlichen Fälle jedoch um 51 %. Ähnliche Rückgänge wurden auch in England und Wales sowie Skandinavien ermittelt, wo es ebenfalls regelmäßige Viktimisierungsstudien gibt.
Ein Grund für die gestiegene Anzeigebereitschaft ist die verringerte Toleranz gegen sexuelle Gewalt und Gewalt gegen Frauen im Allgemeinen, zumindest in westlichen Gesellschaften. Auch die Polizei ist als Teil der Gesellschaft von der geänderten Kultur beeinflusst. Dadurch stieg ihre Bereitschaft, solche Vorfälle ernst zu nehmen und als Kriminalität zu registrieren – auch um öffentlicher Kritik vorzubeugen.
Der kulturelle Toleranzlevel für Gewalt änderte sich zumindest seit den 1960er Jahren. Vorfälle, die heute angezeigt werden, wurden früher zwar als unerwünscht, unfreundlich oder inakzeptabel bezeichnet, aber nicht als kriminell. Beispiele sind Partnerschaftskonflikte oder ungewollte, sexuelle Berührung in der Öffentlichkeit. Der Kriminologe Michael Tonry meint, der kulturelle Wandel beträfe auch die Begriffe. Wäre in einer Viktimisierungsstudie in den 1960er Jahren jemand nach einem Schlag vom Partner gefragt worden, ob sie oder er Opfer einer Gewalttat geworden sei, wäre die Wahrscheinlichkeit nein zu sagen größer als heute gewesen.
Viele Bewertungen von sexuellen Übergriffen haben sich verschoben, so auch Vergewaltigungen und versuchte Vergewaltigungen durch Bekannte, den Ehemann oder bei Frauen, die auf der Suche nach einer Beziehung sind. Dies ist auch ein Erfolg des Feminismus der 1970er und 1980er Jahre. Politische Bewegungen bewirkten Verschärfungen von Gesetzen und veränderten auch die Auslegung bestehender Gesetze. Seit den späten 1990er Jahren wird die Berichterstattung in den Medien zunehmend opferzentriert und orientiert sich an moralischen Maßstäben.
Von 1960 bis zu den 1990ern vorgenommene Änderungen des Anzeigeverhaltens und der gesellschaftlichen Toleranz, juristische Änderungen sowie eine erweiterte Registrierung durch die Polizei führten in jenem Zeitraum zu einem wesentlichen Anstieg der Fallzahlen in den Kriminalstatistiken aller entwickelten Länder.

#### Deutschland
Laut Experten werden nur 20 Prozent aller Straftaten gegen die sexuelle Selbstbestimmung angezeigt. Hinzu kommt, dass nicht alles Angezeigte aufgeklärt, nicht alles Aufgeklärte angeklagt und nicht alles Angeklagte abgeurteilt wird.
Im Jahr 2019 sind in Deutschland 8.782 Verurteilungen wegen Straftaten gegen die sexuelle Selbstbestimmung, davon 562 wegen Vergewaltigung ergangen. Die Verurteilungsraten in Vergewaltigungsprozessen sind sehr niedrig. 2012 wurden in 8,4 % der Fälle Täter verurteilt, 20 Jahre zuvor waren es 21,6 %. Laut Polizeilicher Kriminalstatistik wurden 2021 in Deutschland 106.656 Fälle von Straftaten gegen die sexuelle Selbstbestimmung angezeigt, davon 9.903 Fälle von angezeigten Vergewaltigung oder schwerer sexueller Nötigung (eine Rate von 128,3 beziehungsweise 11,9 Fällen pro 100.000 Einwohner). In diesen Zahlen sind Versuche enthalten. Die Aufklärungsquote von Vergewaltigungen lag mit 85 % geringfügig höher als in den Jahren zuvor. Anzeige- und Verurteiltenzahlen sind schwer vergleichbar. Anzeigezahlen beziehen sich auf Fälle, während Verurteiltenzahlen Personen zählen.
Bei Vergewaltigung und sexueller Nötigung in Partnerschaften sind die Opfer zu fast 100 % weiblich. 2015 starben in Deutschland 331 Frauen durch Partnerschaftsgewalt.
Wurden 2013 noch 9,2 angezeigte Sexualdelikte pro 100 000 Einwohner registriert, waren es im Jahr 2022 insgesamt 14,1 angezeigte Sexualdelikte. Bei der Interpretation des zeitlichen Verlaufs sind die steigende Anzeigebereitschaft, die sich verringernde gesellschaftliche Toleranz gegenüber Gewalt, Verschärfungen von Gesetzen und ihrer Auslegung zu berücksichtigen. Besonders hervorzuheben ist die Verschärfung des Sexualstrafrechts 2016.

#### Schweiz
2014 wurden in der Schweiz 556 Vergewaltigungen angezeigt (eine Rate von 6,8 auf 100.000 Einwohner); die Aufklärungsrate lag bei 81,1 %.

#### Schweden
Auf 100.000 Einwohner kamen 2006 in Schweden 46,5 bei der Polizei angezeigte Vergewaltigungen. Dies ist die höchste Quote in Europa und etwa vier Mal so hoch wie in Deutschland. Die europaweit vergleichende Studie von Jo Lovett und Liz Kelly benennt als mögliche Gründe hierfür unter anderem einen weiter gefassten Vergewaltigungsbegriff sowie eine aktivere Stellung der betroffenen Personen im Prozess. So besitzen sie als Verfahrensbeteiligte das Recht, eigene Anträge zu formulieren, und haben nicht lediglich die Rolle eines Zeugen inne – wie in Deutschland, wenn keine Nebenklage eingereicht wird bzw. werden kann. Die in den letzten Jahrzehnten in Schweden intensiv geführte öffentliche Diskussion über sexualisierte Gewalt wird als ein weiterer Grund für die hohe Anzeigebereitschaft gesehen. Die schwedischen Häufigkeitszahlen sind nicht direkt mit Zahlen aus anderen Ländern und älteren schwedischen Zahlen vergleichbar, weil Serientaten mittlerweile hochgerechnet in die Statistik eingestellt werden.

#### Japan
Japan wies, basierend auf Zahlenmaterial aus den 1970er und 1980er Jahren, die niedrigste Anzahl angezeigter Vergewaltigungsfälle und die höchsten Aufklärungsraten in allen entwickelten Ländern auf. Im Jahr 2002 gab es nach Angaben der UN in Japan 2357 Vergewaltigungsfälle, was einer Rate von 1,85 pro 100.000 Einwohner entspricht; zum Vergleich betrug diese Rate in demselben Zeitraum in Deutschland 10,44 und in den USA 32,99. Vergleichbar sind diese Zahlen insofern nicht, da das bis Juli 2017 gültige japanische Sexualstrafrecht aus dem Jahr 1907 für den Tatbestand der Vergewaltigung zwingend „Gewalt“ oder „Bedrohung“ sowie Penetration mit dem Penis voraussetzte, sich nur auf weibliche Opfer bezog und die Scham der Frauen und Mädchen Anzeigen verhinderte.

### Falschbeschuldigungen und -verdächtigungen
Eine Studie aus dem Jahr 2010 wertete den Verlauf von 100 Strafanzeigen wegen Vergewaltigung aus. Die Untersuchung stützt sich jedoch nicht auf die Einstellungen der Beamten, sondern wertet den Verfahrensverlauf nach einem eigenständigen Satz von Kriterien aus. Das knappe Ergebnis lautet, dass während der Ermittlungen bis zur Eröffnung des Hauptverfahrens drei Prozent Falschanschuldigungen festgestellt wurden und in etwa 80 Prozent der Fälle das Strafverfahren eingestellt wurde. In Europa schwankte der Wert zwischen einem und neun Prozent mit einem Mittel von rund sechs Prozent.
Klaus Püschel, der Direktor des Rechtsmedizinischen Instituts Hamburg, das die größte deutsche Opferambulanz betreibt, stellte im Jahr 2009 fest, bei ärztlichen Untersuchungen hätten sich 27 Prozent der angeblich Vergewaltigten als Scheinopfer erwiesen, die sich ihre Verletzungen selbst zugefügt hatten. In 33 Prozent der Fälle habe die Tat rechtsmedizinisch nachgewiesen werden können, in den restlichen 40 Prozent sei das Ergebnis der Rechtsmedizin nicht eindeutig. Die Tendenz zur Falschbeschuldigung ist laut Püschel in den letzten Jahren erheblich gestiegen, zuvor habe sie über Jahrzehnte konstant bei fünf bis zehn Prozent gelegen.
In einer 2005 im Auftrag des britischen Innenministeriums durchgeführten Untersuchung wurden 2643 Anzeigen wegen Vergewaltigung untersucht. Davon wurden 8 Prozent von Polizeibeamten als Falschbeschuldigungen klassifiziert. Das Forscherteam stellte jedoch fest, dass viele dieser Klassifikationen gegen die offiziellen Kriterien zur Bestimmung falscher Anschuldigungen verstießen und lediglich auf den persönlichen Meinungen der Polizisten beruhten. Nach näherer Analyse und Anwendung der Home-Office-Richtlinien schrumpfte der Anteil der Falschbeschuldigungen auf 3 Prozent. Die Forscher kamen zu dem Ergebnis, dass in der Polizei weiterhin ein Misstrauenklima gegenüber Vergewaltigungsopfern herrsche und die Häufigkeit von Falschbeschuldigungen überschätzt werde. Außerdem bestünde die Tendenz, falsche Anschuldigungen mit Rücknahmen von Anzeigen zu vermischen, ganz so als ob in diesen Fällen keine sexuellen Übergriffe stattgefunden hätten.
Eine Studie zu Vergewaltigung, sexueller Nötigung und Falschbeschuldigung in Bayern gibt mit Verweis auf die Polizeiliche Kriminalstatistik (PKS) für das Jahr 2000 einen Anteil von 7,4 Prozent an nachweislich falschen Vergewaltigungsverdächtigungen an (140 von insgesamt 1894 Vorgängen), die zu einer Ermittlung wegen einer vorgetäuschten Straftat (nach § 145 d StGB) oder nach § 164 StGB als falsche Verdächtigung führten. Mit wenigen Ausnahmen handelte es sich um Fälle mit eindeutiger Beweislage im Hinblick auf diese Straftaten. Auch nach Abschluss der polizeilichen Ermittlungen noch fragliche Fälle werden in der Regel als Anzeige wegen Vergewaltigung oder sexueller Nötigung an die Staatsanwaltschaft abgegeben. Laut der Studie ist „[Der] Tatnachweis für ein Vortäuschen oder eine falsche Verdächtigung aber insbesondere deshalb meist nicht zu führen, weil ein Geständnis des angeblichen Opfers nicht vorliegt. Trotz vieler Inkonsistenzen in den Zeugenaussagen und dem Vorliegen weiterer Kriterien, welche die Glaubwürdigkeit in Frage stellen, bleibt letztendlich die Aussage des angeblichen Opfers neben der des von ihm Beschuldigten stehen; andere Personen- oder Sachbeweise liegen in ausreichender Beweiskraft in der Regel nicht vor. Anzeige erstattet wird in diesen Fällen fast ausschließlich wegen Vergewaltigung oder sexueller Nötigung und nicht wegen Vortäuschens oder falscher Verdächtigung. […] die Einstellungsquote nach § 170 II StPO durch die Staatsanwaltschaft [liegt] bei den als Vergewaltigung oder sexueller Nötigung angezeigten Vorfällen bei deutlich über 50 Prozent. Die Beweislage ist oft schlecht, ein „hinreichender Tatverdacht“ gegen den Beschuldigten lässt sich nach Abschluss der Ermittlungen nicht begründen, weil unbeteiligte Zeugen meist ebenso fehlen wie verwertbare Tatspuren. Deshalb unterbleibt bis auf wenige Ausnahmen auch eine Anzeige wegen Vortäuschens einer Straftat bzw. falscher Verdächtigung, selbst wenn in dem einen oder anderen Fall der Verdacht für das Vorliegen eines dieser Delikte nahe liegt.“ Medial bekannte Beispiele aus dem deutschsprachigen Raum, in denen nach Abschluss des Strafverfahrens eine Falschanschuldigung festgestellt wurde, sind hierbei unter anderem der Justizirrtum um Horst Arnold, Justizirrtum um Ralf Witte sowie der Kachelmann-Prozess. Auch Prominente wie Andreas Türck oder Karl Dall wurden in der Vergangenheit der Vergewaltigung bezichtigt und anschließend freigesprochen. Eine Falschbeschuldigung wie beim Urteil gegen Gina-Lisa Lohfink im Jahre 2016 kann „eine Verhöhnung und Irreführung aller Frauen und Männer, die tatsächlich Opfer einer Straftat geworden sind“, darstellen. Über den Fall Lisa 2016 berichteten auch russische Medien, die auf Basis von Erzählungen der Tante des Mädchens unkritisch behaupteten, dass angeblich Flüchtlinge Täter der mutmaßlichen Verschleppung seien und die deutschen Ermittlungsbehörden die Tat dementierten und nicht verfolgten. Es stellte sich heraus, dass ein russischer Journalist des russischen halbstaatlichen Fernsehsenders Perwy kanal die Falschdarstellung des Falls als Vergewaltigung in die breitere Öffentlichkeit gebracht hatte.
Der Nutzen von Lügendetektoren zur Aufdeckung von Falschbeschuldigungen und -verdächtigungen ist wissenschaftlich umstritten, ihr Einsatz weltweit daher selten.

## Soziobiologische Sicht
Gewaltsame Begattungen wurden bei vielen Spezies von Säugetieren, Vögeln, Insekten und Fischen beobachtet. Bei Borneo-Orang-Utans, die zu den Menschenaffen gehören, sollen sogar die Mehrzahl der Paarungen durch Gewalt zustande kommen. Michael Schmidt-Salomon plädiert dafür, sozial geächtete Verhaltensweisen wie Vergewaltigungen aus einer soziobiologischen Perspektive als evolutionäre Überlebensstrategie zu betrachten. Nicht etwa, um sie zu legitimieren, sondern weil sich dadurch die Chance biete, wirksame Gegenmaßnahmen ergreifen zu können, um derartige Verhaltensweisen einzudämmen. Die These, dass Vergewaltigungen beim Menschen Teil einer evolutionäre Anpassungsstrategie seien, gilt jedoch als umstritten. Der Philosoph Richard Hamilton betont, dass Vergewaltigung von Jungen und Männern, Vergewaltigung von Frauen außerhalb des gebärfähigen Alters, Vergewaltigung mit Todesfolge und nicht-vaginale Formen der Vergewaltigung durch solche Theorien nicht erklärt werden könnten. Eine andere Theorie sieht Vergewaltigungen als nicht-adaptives Nebenprodukt anderer evolutiver Mechanismen wie des Wunsches nach sexueller Vielfalt, das Verlangen nach Sex ohne Investition oder die allgemeine Fähigkeit, körperliche Aggression einzusetzen, um eine Vielzahl von Zielen zu erreichen. Eindeutige Belege für eine dieser Theorien existieren jedoch nicht.

## Literaturgeschichte

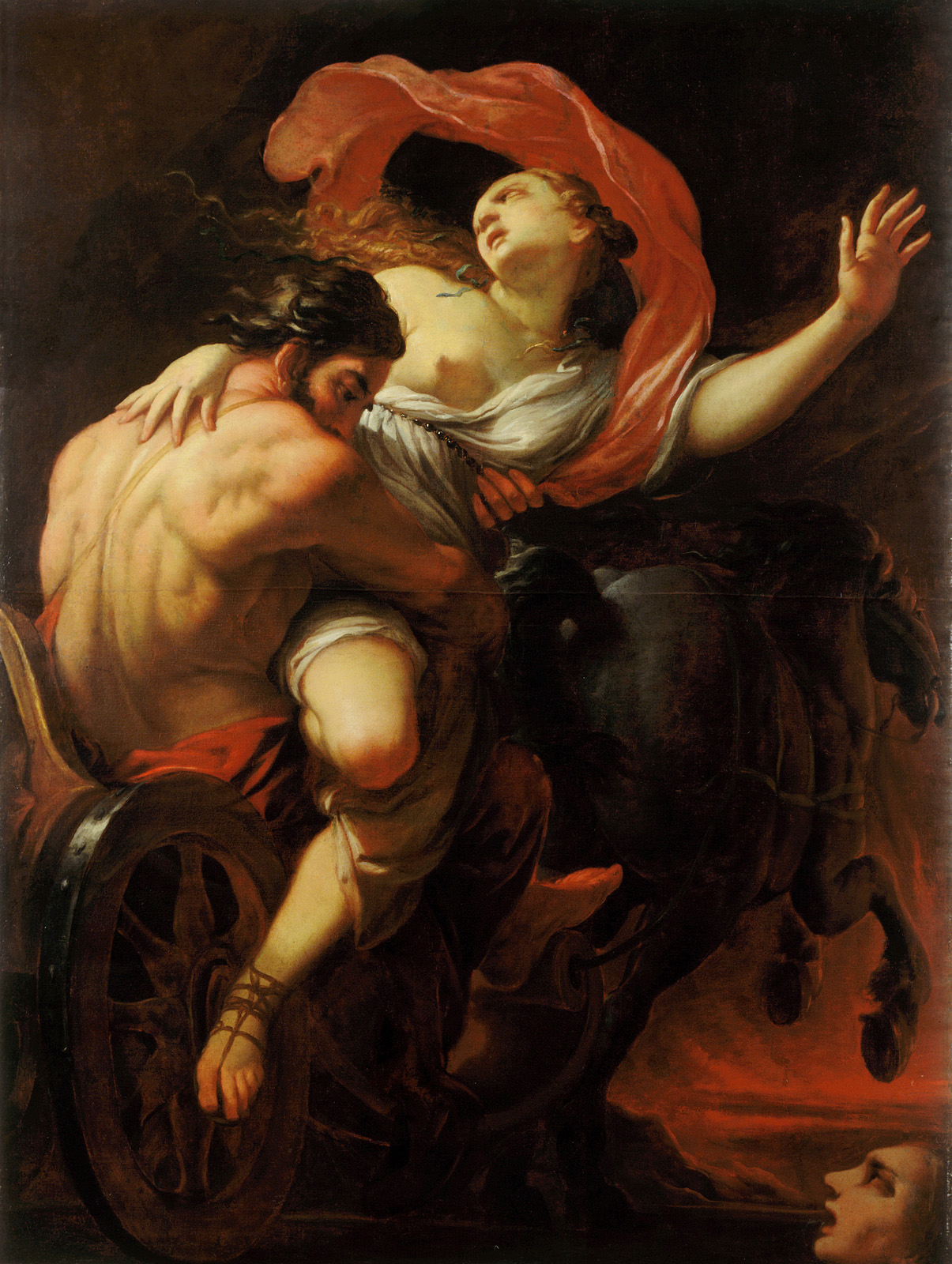
Der Raub der Proserpina. Unbekannter Künstler, 17. Jahrhundert

## Mahnmal

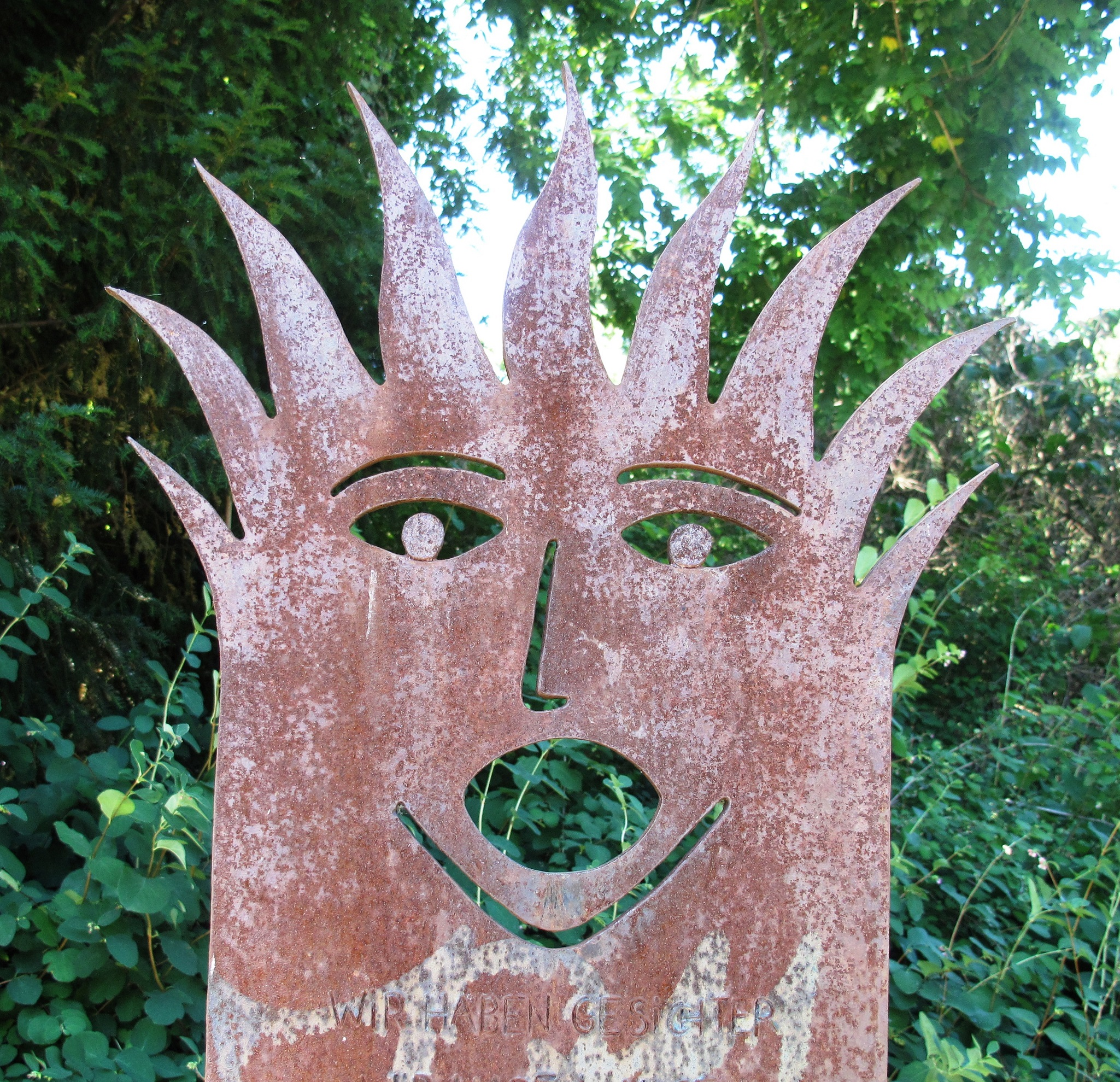
Wir haben Gesichter 02

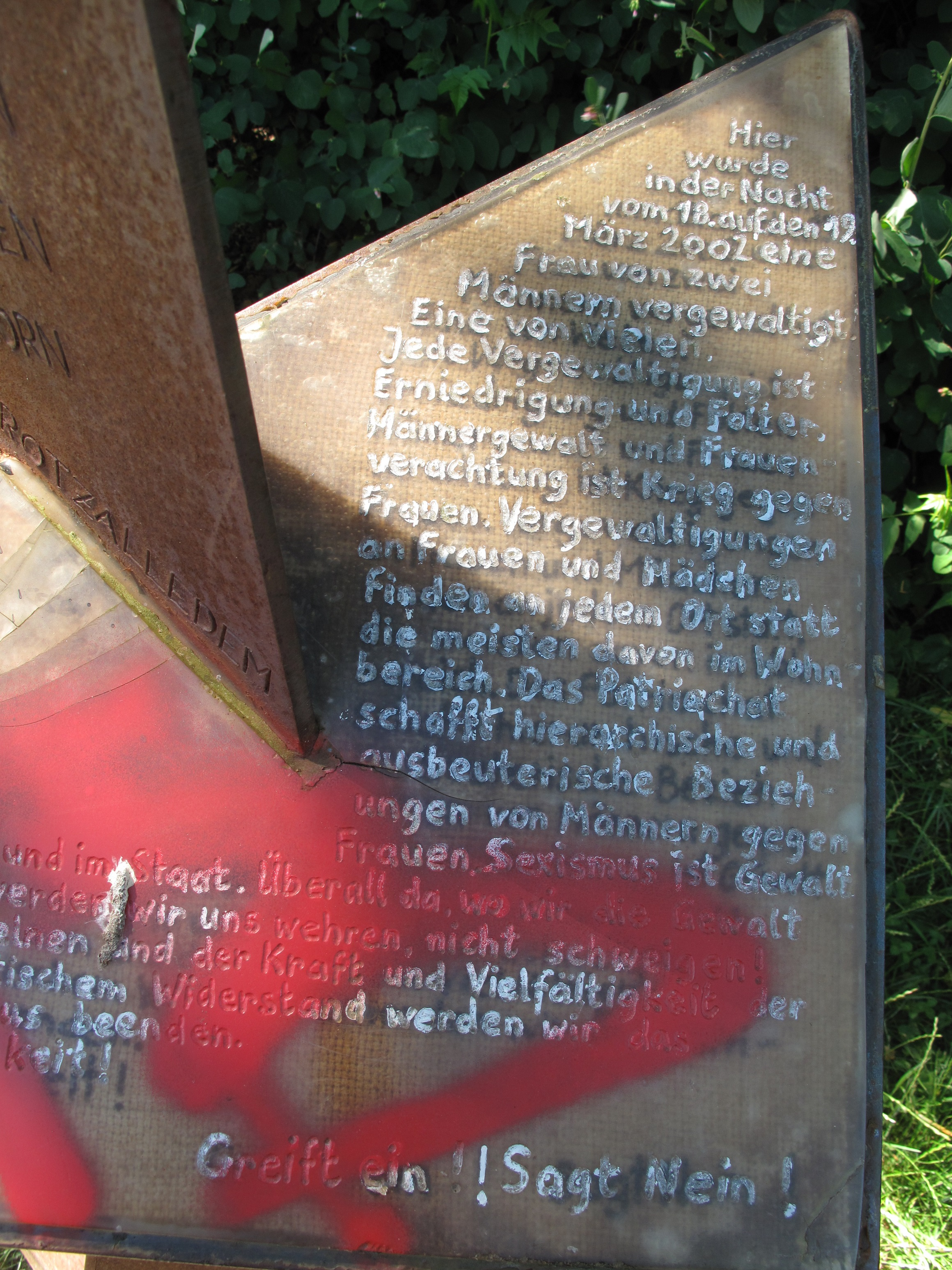
Wir haben Gesichter 04

Im Mai 2005 wurde im Viktoriapark in Berlin-Kreuzberg das Mahnmal Wir haben Gesichter aufgestellt, das an alle Frauen erinnern soll, die Opfer einer Vergewaltigung wurden. Am späteren Ort des Mahnmals war 2002 eine Frau von zwei Männern überfallen und vergewaltigt worden. Die Statue ist Teil der gleichnamigen Aktion.